# Chronik des Bürgerkriegs in Libyen (2011)

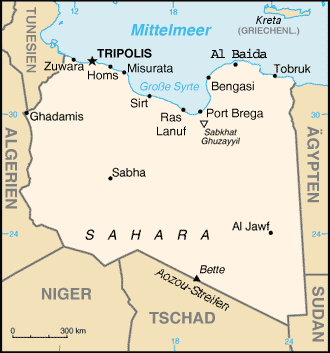
Libyen

Übersicht

Die Chronik des Bürgerkriegs in Libyen erfasst die Ereignisse des Bürgerkriegs in Libyen seit dem Beginn des friedlichen Protests in Form vereinzelter Demonstrationen gegen die Herrschaft Muammar al-Gaddafis im Januar 2011 und dem Ende der NATO-Militärintervention in Libyen am 31. Oktober 2011.
Der Konflikt nahm nach den Unruhen in Tunesien, Ägypten und Algerien an Schärfe zu. Ab dem 15. Februar erschossen Einheiten der libyschen Polizei, der Sicherheits- und Streitkräfte innerhalb weniger Tage vermutlich Hunderte von Demonstranten. Der politische Konflikt eskalierte zu einer militärischen Auseinandersetzung und spaltete die Führung des Landes, wobei auch Teile des militärischen Korps und der Streitkräfte auf die Seite der Opposition wechselten. Die Auseinandersetzung führte ab März 2011 zu einem internationalen Militäreinsatz in der Luft unter UN-Resolution 1973 und im Oktober 2011 nach der Schlacht von Sirte zum Sturz der libyschen Regierung, dem Tod Muammar al-Gaddafis und der Machtübernahme durch die libyschen Rebellen.
Seit dem Sturz des Langzeitmachthabers Muammar al-Gaddafi 2011 bekriegen sich bewaffnete Gruppen im Land. Die Gewalt eskaliert insbesondere zwischen islamistischen und nationalistischen Kräften. Heute ist Libyen gespalten; es gibt zwei Parlamente und zwei Regierungen. Um Öl, die Ressource des Landes, toben heftige Verteilungskämpfe, wodurch der Öl-Export von Libyen und somit die wichtigste Einnahmequelle empfindlich in Mitleidenschaft gezogen ist.

## Ereignisse

### Januar
Erste Proteste gab es Mitte Januar 2011. Ende Januar rief der prominente libysche Schriftsteller und Oppositionelle Dschamal al-Haddschi zu Protesten gegen das Regime auf und wurde wenig später verhaftet.

### Februar

#### 6. Februar
Am 6. Februar 2011 wurden Abdul Hakim Ghoga, Medhi Kashbur und zwei weitere Juristen aus Bengasi von Gaddafi in sein Zelt in Tripolis vorgelassen. Mit „Ihr seid jetzt also auch mit den Facebook-Kids zusammen“, soll Gaddafi das Gespräch eröffnet haben. „Ben Ali und Hosni Mubarak hätten ihr Schicksal verdient, weil sie nicht auf ihr Volk hörten und ihre Söhne als Nachfolger durchsetzen wollten.“ soll Gaddafi gesagt haben. Die Delegation forderte Presse- und Meinungsfreiheit und eine Verfassung, die libysche Jugend brauche Wohnungen, eine gute Ausbildung und Arbeitsplätze. Gaddafi war anderer Meinung „Alles, was das Volk braucht, ist Essen und Trinken“.

#### 15. Februar
Am 15. Februar versammelten sich Demonstranten nach Aufrufen im Internet in verschiedenen Städten Libyens zu Protestmärschen, bei denen Parolen gegen „die korrupten Herrscher des Landes“ gerufen wurden oder auch „Es gibt keinen Gott außer Allah, Muammar ist ein Feind Allahs.“ Angeführt worden waren die Proteste von Angehörigen der beim Massaker im Abu-Salim-Gefängnis fünfzehn Jahre zuvor Getöteten. In Bengasi, Tripolis und einigen anderen Städten kam es zu gewalttätigen Auseinandersetzungen mit Sicherheitskräften, in al-Baida wurden Polizeistationen angegriffen und in Brand gesteckt.

#### 16. Februar
Am 16. Februar 2011 wurde in Darna ein Waffendepot der libyschen Armee angegriffen und erobert, zwei Tage später war die gesamte Stadt unter der Kontrolle der Aufständischen. Anführer der Rebellen in Darna war Abdel-Hakim al-Hasadi, ein früheres Mitglied der Libyschen Islamischen Kampfgruppe, der in der Stadt das Islamische Emirat von Barqa ausgerufen haben soll. Die Ausrufung des islamischen Emirats wurde auch vom italienischen Außenminister Franco Frattini bestätigt.

#### 17. Februar
Für den 17. Februar wurde von der Opposition um Abdul Hakim Ghoga ein „Tag des Zorns“ ausgerufen; es kam zu Demonstrationen in allen großen libyschen Städten. Dutzende Demonstranten kamen ums Leben. Augenzeugenberichten zufolge gingen Gruppen von bewaffneten Söldnern gezielt und schwer bewaffnet gegen die Bevölkerung vor, Spezialeinheiten der Polizei schossen von Dächern aus in die Menge. Auch Panzer sollen gegen Zivilisten eingesetzt worden sein. Das Regime machte ausländische Unruhestifter für die Gewalt verantwortlich.

#### 19. Februar – Bürgerkriegsbeginn, Kommunikationsshutdown
In den folgenden Tagen weiteten sich die gewaltsamen Auseinandersetzungen zu bürgerkriegsähnlichen Zuständen aus. Vereinzelt liefen Sicherheitskräfte und Offiziere der Armee zu den Aufständischen über. Vom 19. bis 20. Februar sollen Berichten eines Krankenhauses zufolge allein in Bengasi Dutzende Menschen getötet worden sein, die Gesamtzahl der Toten stieg auf über 200. Saif al-Islam al-Gaddafi, Sohn von Muammar al-Gaddafi, bezeichnete in einer Fernsehansprache am 20. Februar 2011 die Anzahl der Toten von über 200 als übertrieben und gab die Todesopferzahl mit 84 an. In der Al-Baida sollen Aufständische nach Kämpfen die Kontrolle übernommen und dann mehrere Menschen in Geiselhaft gesetzt haben, um so die „Aufhebung der Belagerung durch die Sicherheitskräfte“ zu erzwingen. Die Berichterstattung sowie die Kommunikation innerhalb des Landes kam am 19. Februar nahezu gänzlich zum Erliegen, da das Regime die Internet- und Telefonleitungen kappte.

#### 20. Februar – Kämpfe in Bengasi, Darna, Tobruk

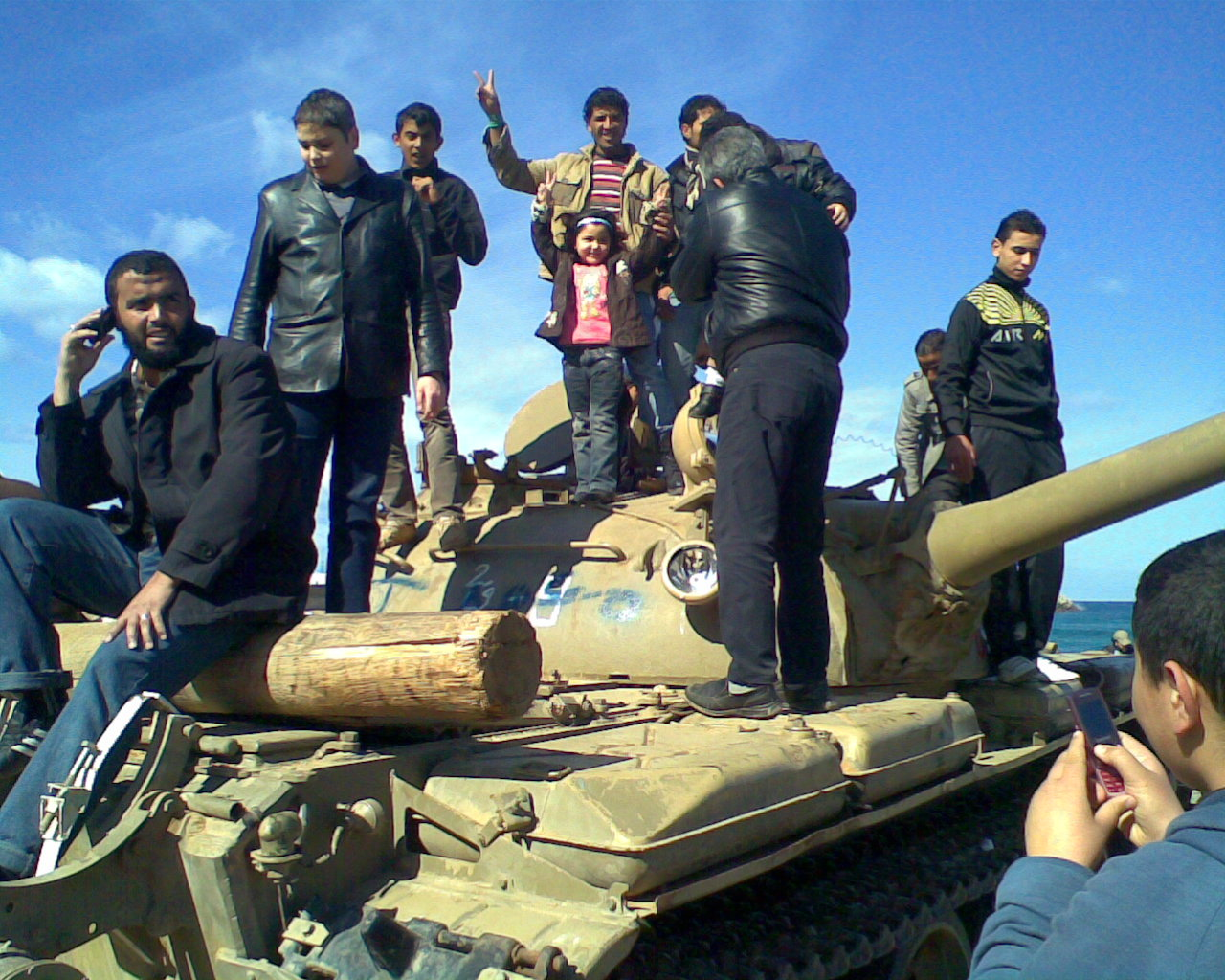
Rebellen auf einem Panzer in Bengasi

Berichten zufolge fiel Bengasi am 20. Februar in die Hände von Aufständischen. Am Abend wurden auch aus der Hauptstadt Tripolis sowie aus kleineren Städten wie Darna und Tobruk schwere Auseinandersetzungen gemeldet.
In einer im Staatsfernsehen übertragenen Rede an die Nation am 20. Februar räumte Saif al-Islam al-Gaddafi ein, dass es Unruhen mit Toten im Land gegeben habe und dass die Armee vereinzelt Fehler gemacht hätte. Er kündigte außerdem einen nationalen Dialog und Reformen an. Die Protestler hätten die Eskalation jedoch zu verantworten, da sie die Sicherheitskräfte und Soldaten angegriffen hätten. Diese Protestler seien eine kleine Minderheit, außerdem Kriminelle und Drogenabhängige, die eine Gefahr für die Gesellschaft seien. Saif al-Gaddafi beschrieb außerdem verschiedene Horrorszenarien, sollten die Proteste weitergehen, darunter einen Zerfall der Einheit des Landes, einen Bürgerkrieg mit zahllosen Opfern, einen Zusammenbruch der Wirtschaft und eine Rückkehr des Kolonialismus. Den arabischen Nachbarstaaten warf er vor, die Konflikte im Land zu schüren und insgeheim über Libyen zu lachen.

#### 21. Februar – Justizminister desertiert, zwei Kampfjets desertieren, Brigadegeneral unter Hausarrest
In der Nacht zum 21. Februar sollen Augenzeugenberichten aus Krankenhäusern zufolge über 60 weitere Menschen in Tripolis getötet worden sein. Weiteren Berichten zufolge stand ein Regierungsgebäude in Flammen und die Zentrale des staatlichen Fernsehens und ein Gerichtsgebäude sollen gestürmt und geplündert worden sein. Derweil schlossen sich angeblich verschiedene Stämme aus dem Landesinneren der Protestbewegung an. Eine Gruppe führender libyscher Geistlicher veröffentlichte eine Fatwa, in der sie zur Teilnahme an der Revolution gegen die Staatsmacht aufrief. Wie schon am Tag zuvor gab es Gerüchte, dass Muammar al-Gaddafi das Land verlassen habe. Gerüchte, Gaddafi habe sich nach Venezuela abgesetzt, stellten sich als falsch heraus.
Aus Protest gegen den exzessiven Gewalteinsatz gegen die unbewaffneten Demonstranten trat der libysche Justizminister Mustafa Muhammad Abd al-Dschalil von seinem Amt zurück. Weiter wurde gemeldet, dass der Stabschef der libyschen Armee, Generalmajor Abu Bakr Yunis Jaber zurückgetreten oder unter Hausarrest gestellt worden sein soll.
Auf dem Flughafen Malta landeten zwei libysche Kampfflugzeuge vom Typ Mirage F1ED. Die Besatzungen baten um politisches Asyl. Nach Angaben von AFP sollten die Jets in Bengasi gegen die Demonstranten eingesetzt werden. Al Jazeera berichtete über den Einsatz von Kampffliegern gegen Demonstranten in Tripolis; die BBC, dass Gaddafi den Einsatz von Kampffliegern gegen militärische Einrichtungen befohlen habe. Dem US-amerikanischen Think Tank Stratfor (Strategic Forecasting Inc.) zufolge hat es auch Berichte von Angriffen der libyschen Marine auf Ziele an der Küste sowie von einem Befehl Gaddafis gegeben, Soldaten zu exekutieren, die sich geweigert hätten, auf Demonstranten zu schießen. Die Preise für Öl, Gold und Silber stiegen infolge der Krise stark an.

#### 22. Februar – Gaddafis erste TV-Ansprache, Luftangriffe in Tripolis, Deserteure in Tobruk
In der Nacht zum 22. Februar gingen die schweren Angriffe auf Demonstranten weiter. Verschiedenen Augenzeugenberichten zufolge sollen am Vorabend ganze Stadtteile von Tripolis aus der Luft „bombardiert“ worden sein. Ali al-Essawi, der aus Protest gegen die Gewalt zurückgetretene libysche Botschafter in Indien, sprach von einem „Massaker“. Saif al-Islam Gaddafi bestritt diese Darstellungen und erklärte im libyschen Staatsfernsehen, dass lediglich Waffendepots bombardiert worden seien, die von bewohnten Gegenden weit entfernt lägen. Nach Angaben von Oppositionellen sollen bis zu diesem Zeitpunkt seit Beginn der Unruhen 560 Menschen getötet worden sein. Rund 1400 Menschen wurden vermisst.
Im Staatsfernsehen wurde in der Nacht zum 22. Februar 2011 erstmals seit Beginn der Eskalation eine Stellungnahme Muammar al-Gaddafis gesendet. In der nur etwa eine halbe Minute dauernden Übertragung erklärte Gaddafi, er sei immer noch in Tripolis und beschimpfte Journalisten, die über die Unruhen berichteten, als „streunende Hunde“. Am selben Tag trat Gaddafi ein weiteres Mal im Staatsfernsehen auf. In einer 74-minütigen Rede stellte er sich als Freiheitskämpfer dar, der dem Imperialismus Amerikas sowie seinen Gegnern in der Region stets entschieden die Stirn geboten habe. Er werde die Protestbewegung weiter bekämpfen. Die Aufständischen seien „Verräter“, „Ratten“, „Kakerlaken“ und „Gangs von Rauschgiftsüchtigen“. Er sei bereit, notfalls als Märtyrer zu sterben, und sagte: „Wir werden bis zum letzten Tropfen Blut kämpfen“. Er warnte auch davor, dass ein instabiles Libyen al-Qaida eine Basis geben könne. Zudem erwähnte er den Augustputsch in Moskau und das Tian’anmen-Massaker mit dem Hinweis, dass die internationale Staatengemeinschaft nicht eingegriffen habe. Im Sender Al Jazeera gab Innenminister Abdul-Fatah Younis als erstes prominentes Kabinettsmitglied seinen Wechsel auf die Seite der Opposition und seine Unterstützung der Aufständischen bekannt.
Immer mehr deutete es sich an, dass das Regime die Kontrolle im gesamten Osten des Landes verloren hatte. Meldungen berichteten, dass die Grenze zu Ägypten von Aufständischen kontrolliert werde und die Stadt Tobruk von desertierten Militäreinheiten.

#### 23. Februar – Innenminister und Stabschef desertieren, Vertreibungen in Misrata, Übergriffe auf Schwarzafrikaner

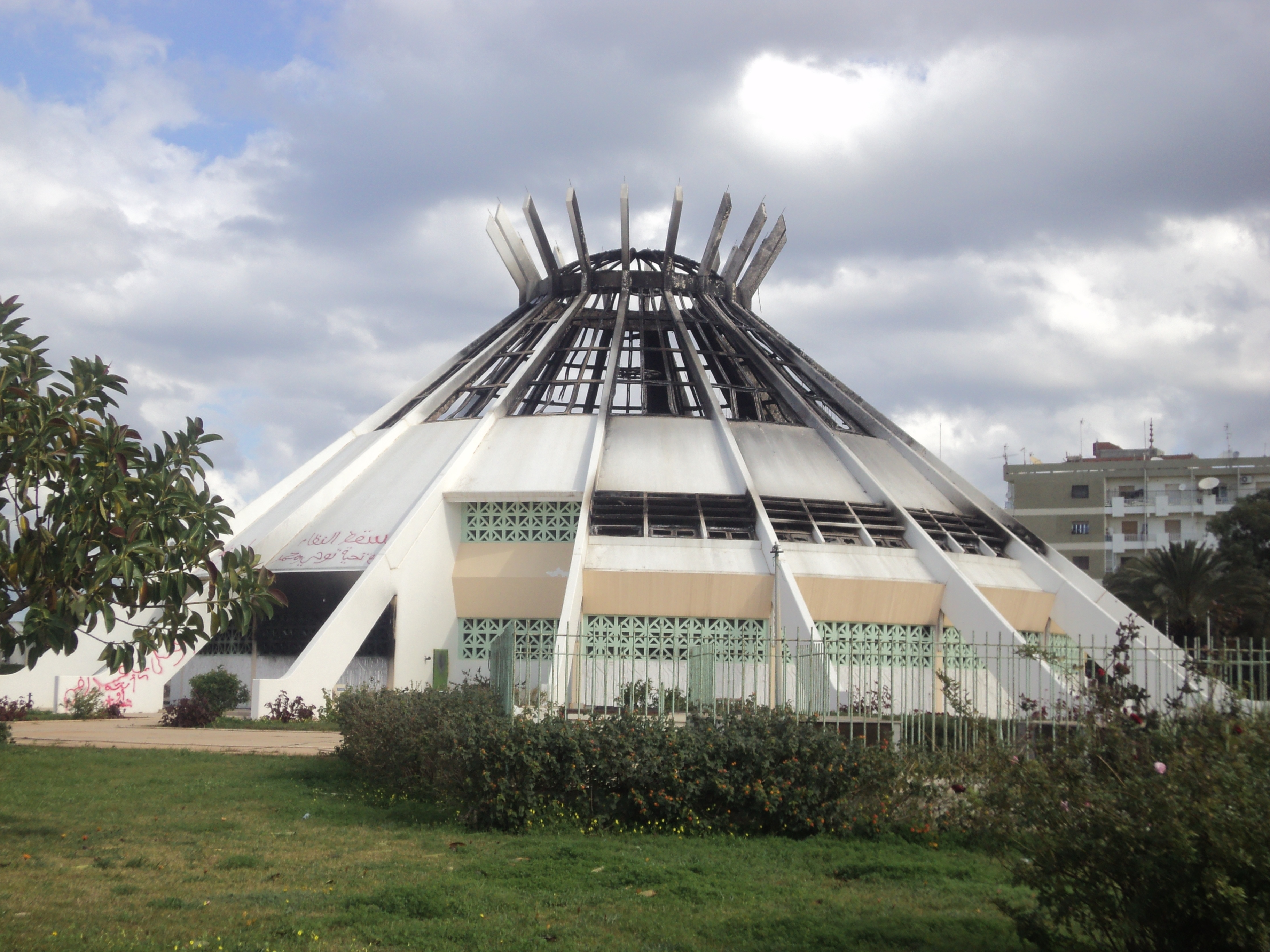
Das ausgebrannte Büro des Revolutionskomitees in Bengasi
(23. Februar 2011)

In der Nacht zum 23. Februar wurde berichtet, dass der libysche Innenminister Abdul-Fatah Younis, der zuvor von Gaddafi für tot erklärt worden war, sich der Protestbewegung angeschlossen habe. Experten sahen auch viele weitere Anzeichen dafür, dass der Machtapparat des Regimes zunehmend bröckele. Aussagen von Aufständischen zufolge sollen Regimeangehörige aus der Stadt Misrata vertrieben worden sein. Es wäre die erste Stadt in der nordwestlich gelegenen Region Tripolitanien, die von der Opposition kontrolliert wird. Erstmals seit Beginn der gewalttätigen Eskalation berichteten westliche Reporter und Kamerateams aus libyschen Städten im Osten des Landes. Die Kontrolle über Städte wie Al-Baida und Tobruk sowie die Hauptverbindungsstraßen haben demnach Stammesmilizen und vornehmlich jugendliche Oppositionelle übernommen. Es wird von Freudenfeiern berichtet. In der Nähe der Stadt Adschdabiya ist nach Angaben von Reuters unter Berufung auf die libysche Zeitung Quryna zufolge ein Jagdbomber vom Typ Suchoi Su-22 abgestürzt. Nachdem sich die beiden Piloten Captain Attia Abdel Salem al-Abdali und Copilot Ali Omar al-Ghadhafi geweigert hatten Bengasi zu bombardieren, retteten sie sich mit dem Schleudersitz.
Die libysche Exil-Oppositionsgruppe Human Rights Solidarity (HRS) beschuldigte am 23. Februar Chamis Gaddafi, einen Sohn von Muammar al-Gaddafi, er rekrutiere im Ausland Söldner für sich. So sollen sich bereits 30.000 Söldner in Libyen befinden, darunter 5000 mit schweren Waffen. Vier weitere Transportflugzeuge mit Unterstützungskämpfern seien von Benin aus nach Libyen gestartet. Andere Quellen sprechen von bis zu 4000 afrikanischen Söldnern, welche hauptsächlich aus der Sahelzone und Westafrika stammen sollen. Gaddafis ehemaliger Protokollchef bestätigte gegenüber Al Jazeera, dass Gaddafi arbeitslose Soldaten aus Kenia, Tschad, Niger und Mali als Söldner angeworben habe. Diese Nachricht führte in der Folge zu Übergriffen gegen schwarzafrikanische Gastarbeiter, die von der libyschen Bevölkerung verdächtigt wurden, zu Gaddafis Söldnern zu gehören. Dutzende von ihnen sollen getötet worden sein, während sich die meisten aus Angst versteckten.

#### 24. Februar – Bengasis Sicherheitschef und UN-Vizebotschafter desertieren, Kämpfe im Osten, Audiobotschaft von Gaddafi
Während es am 24. Februar aus immer mehr libyschen Städten, darunter auch al-Kufra im Südosten und der im äußersten Nordwesten gelegenen Hafenstadt Zuwara, Berichte über eine Machtübernahme durch Oppositionelle und abtrünnige Armeeeinheiten gab, riegelte das Gaddafi-Regime die Hauptstadt Tripolis offenbar hermetisch ab. In Sawija, 50 Kilometer westlich von Tripolis, sollen libysche Truppen Demonstranten und Aufständische mit schweren Waffen beschossen haben. Demnach kamen über 100 Menschen ums Leben. Verschiedene Berichte lassen eine höhere Anzahl von Opfern vermuten. Libyens zurückgetretenem UN-Vizebotschafter Ibrahim Dabbashi zufolge wurden vom Regime ganze Flugzeuge mit Leichen beladen, um sie in ein Wüstengebiet zu fliegen.
Mehrere Vertraute Gaddafis wechselten am 24. Februar die Seiten, unter anderem sein Cousin Ahmed Gaddaf al-Dam, Ali Huweidi, der Sicherheitschef von Bengasi, sowie ein Privatpilot Gaddafis. In einer im Staatsfernsehen übertragenen Audiobotschaft meinte Gaddafi, an den Protesten beteiligten sich keine Familienväter mit einem guten Arbeitsplatz, sondern unter 20-Jährige, die unter Drogen stünden, welche sie von „ausländischen Agenten“ erhalten hätten. Anhänger des Terrornetzwerks al-Qaida hätten jungen Libyern halluzinogene Tabletten in den Kaffee getan und sie auf diese Weise dazu gebracht, gegen ihn zu rebellieren.

#### 25. Februar – „Marsch der Millionen“, Ost-General & Tobruks Gouverneur desertieren, Rebellen erobern Brega
Die Aufständischen riefen zu einem „Marsch der Millionen“ auf, der nach Tripolis führen sollte. Am Mittag fielen im Zentrum der libyschen Hauptstadt die ersten Schüsse, es gab Tote und Verletzte. Es folgten heftige Kämpfe zwischen Regimetreuen und -gegnern in verschiedenen Vororten der Hauptstadt. Soldaten des militärischen Stützpunktes im Stadtteil Tajura sollen sich den Aufständischen angeschlossen haben, ebenso Truppen, die den internationalen Flughafen Mitiga besetzt hatten. Gekämpft wurde auch um die Vorherrschaft in az-Zawiya. Der bedeutende Ölhafen Brega wurde von den Aufständischen erobert.
Augenzeugenberichten zufolge machten sich zehntausende Aufständische, begleitet von Militärfahrzeugen, auf den Weg zum zentral gelegenen Grünen Platz. Es gab außerdem Anzeichen dafür, dass die Brigaden unter Führung des Gaddafi-Sohns Chamis auseinanderbrachen. Das Zentrum von Tripolis blieb jedoch in der Hand des Regimes. In Tobruk hat ein Volkskomitee der Aufständischen die Kontrolle der Stadt übernommen. Augenzeugen berichteten von heftigen Kämpfen in den vergangenen Tagen um einen Stützpunkt des Geheimdienstes und um den Flughafen Tobruk. Der Imam Abel-Salam El-Sharef rief in Tobruk beim Freitagsgebet zu weiteren Demonstrationen gegen das Gaddafi-Regime auf. In Ost-Libyen ist unterdessen der ehemalige Gouverneur von Tobruk und Militärbefehlshaber der östlichen Region Libyens, General Suleiman Machmud, zu den Aufständischen übergelaufen. Nach einem Artikel der Berliner Zeitung soll sich die Anzahl der Toten auf bis zu 2000 erhöht haben.
Die EU-Außenbeauftragte Catherine Ashton brachte erstmals Sanktionen gegen die Mitglieder des Regimes ins Gespräch, wie z. B. Kontensperrungen und Reisebeschränkungen.

#### 26. Februar – Libyen zweigeteilt: Bengasi vs. Tripolis
Nach Medienberichten übten die Regierungstruppen von Muammar al-Gaddafi noch Kontrolle über die Hauptstadt Tripolis, die Grenzstadt Ghadames, die im Landesinneren gelegene Stadt Sabha (Sebha) sowie die Küstenstadt Sirte aus. In Misrata soll es zuletzt noch bewaffnete Auseinandersetzungen gegeben haben, ebenso in az-Zawiya. Die aufständischen Regierungsgegner kontrollieren unterdessen den östlichen Landesteil mit den Städten Bengasi, Al-Baida einschließlich des Flughafens La Abraq, Darna, Brega und Tobruk.
Es gab erneut zahlreiche Berichte über brutales Vorgehen von Regierungstruppen und Söldnern. Augenzeugen berichteten, dass in Tripolis Zivilisten von Scharfschützen und mit Flugabwehrkanonen unter Feuer genommen wurden. Tote und Verwundete seien von Sicherheitskräften aus den Straßen und aus Krankenhäusern verschleppt worden, anscheinend um die steigenden Opferzahlen zu verschleiern. In der Stadt Misrata soll eine Gruppe von Söldnern mit Hubschraubern in der Nähe einer Moschee abgesetzt worden sein und das Feuer auf einen Trauerzug eröffnet haben. Medien- und Menschenrechtsorganisationen zufolge soll mit schweren Geschützen und Raketenwerfern auf Demonstranten gefeuert worden sein, darunter auch aus einem Krankenwagen heraus.
In Bengasi sagte der abtrünnige Luftwaffenoberst Nasser Busneina gegenüber Journalisten, dass die Rebellen nach der Kontrolle der Luftwaffenbasis diese nicht für offensive Angriffe gegen die Regierungsarmee nutzen wollen. Die von den Rebellen übernommenen Kampfhubschrauber vom Typ Mil Mi-24 erhielten neue Kokarden in Anlehnung an die Flagge des Königreichs Libyen. Der Marinestützpunkt in Bengasi wurde unterdessen in „Stützpunkt der Märtyrer des 17. Februar“ umbenannt. Der zu den Aufständischen übergetretene Oberst der libyschen Spezialeinheiten, Abdul Salam Mahmood al-Hassi, erklärte gegenüber Al Jazeera: „Ich setze meine ganze Entschlossenheit und Fähigkeiten in den Dienst der Jugendrevolution“ und forderte die anderen Spezialeinheiten auf ebenfalls überzutreten, um „das Leben und Eigentum des libyschen Volkes zu schützen“.
Der türkische Ministerpräsident Recep Tayyip Erdoğan sprach sich am 26. Februar gegen mögliche UN-Sanktionen gegen Libyen aus. Unter den Strafmaßnahmen hätte vor allem die Bevölkerung zu leiden, nicht das Regime von Muammar al-Gaddafi.

#### 27. Februar – Ex-Minister gründen Übergangsregierung, internationaler Druck steigt
Zivilisten gründeten in Bengasi zur Selbstverwaltung eine Reihe von Komitees. Zuvor erbeutete Waffen wurden abgegeben und ein provisorisches Rathaus eingerichtet.
Nach tagelangen schweren Kämpfen sollen die Städte az-Zawiya und Misrata im Westen des Landes unter Kontrolle der Aufständischen stehen.

#### 28. Februar – Luftangriffe auf Bengasi und Adschdabiya, US-Flugzeugträger in Stellung
Nach Angaben der Nachrichtenagentur AFP wurde bei den Kämpfen in Misrata von den Aufständischen ein Hubschrauber abgeschossen, der drei Raketen auf den Sendemast von Radio Misrata verschoss. Um den Luftwaffenstützpunkt in Misrata gab es schwere Kämpfe. Ein Munitionsdepot sei in der Hand der libyschen nationalen Befreiungsarmee.
Nach Angaben von Rebellen-Oberst Hamid Belkhair flog die libysche Luftwaffe Angriffe gegen Ziele in Adschdabiya und Bengasi. Die Aufständischen verfügten zur Abwehr über keine einsatzbereiten Flugabwehrraketen und schossen mit Flugabwehrkanonen auf die Jets.
Hilfsorganisationen schätzten, dass als Folge der bürgerkriegsartigen Zustände mehr als 110.000 Menschen in die Nachbarländer Tunesien und Ägypten geflohen sind.
Der libysche Regierungssprecher, Moussa Ibrahim, bestand vor 130 geladenen Journalisten, trotz gegenteiliger Informationen aus der Bevölkerung, auf der Darstellung, dass es „keine Massaker, keine Bombardierungen und keine rücksichtslose Gewalt gegen Zivilisten“ gegeben hatte. Dazu verglich er die Situation Libyens mit der des Irak vor seiner Besatzung durch die US-geführte Koalition 2003. Berichte von Massakern der regulären libyschen Truppen versuchte er als Äquivalent zu den vorgeblichen irakischen Massenvernichtungswaffen, als vorgeschobenen Kriegsgrund zu erklären. „Erinnert das nicht alles an das Irak-Szenario?“ wird der Sprecher zitiert.
Der internationale Druck auf Gaddafi stieg, nachdem die USA libyschen Besitz in Höhe von 30 Mrd. US-Dollar eingefroren und Kriegsschiffe in Stellung gebracht haben. US-Außenministerin Hillary Clinton forderte Gaddafi zum sofortigen Rücktritt auf. Die Europäische Union beschloss ein Waffenembargo und andere Sanktionen (Liste der von EU-Sanktionen gegen Libyen 2011 betroffenen Personen und Institutionen).

### März

#### 1. März – Vorbereitung der Regierungsoffensive in Nalut
Um die unter der Kontrolle der Opposition stehenden Stadt Nalut, im Westen Libyens, sammelten sich Regierungstruppen. Die östlich von Nalut verlaufene Straße nach Wazin und der Grenzübergang zur tunesischen Stadt Dahibah standen weiterhin unter deren Kontrolle.
Das libysche Allgemeine Volkskomitee gab per Dekret bekannt, die Gehälter und Pensionszahlungen für die Mitarbeiter in den Verwaltungen zu erhöhen.
Das Internationale Institut für Friedensforschung in Stockholm (SIPRI) verdächtigte am 1. März Belarus, eine größere Menge Waffen an Libyen geliefert zu haben. So soll am 15. Februar 2011 vom Luftwaffenstützpunkt in Baranawitschy ein vermutlich mit Waffen und Munition beladenes Transportflugzeug vom Typ Il-76 zum libyschen Militärflugplatz Sabha geflogen sein. Auch sollen Angehörige des Gaddafi-Clans in den letzten Tagen mit einem Geschäftsreiseflugzeug vom Typ Falcon 900 von Tripolis nach Belarus geflogen sein.

#### 2. März – Luftoffensive der Regierung, Gaddafi im TV
Am 2. März erfolgte eine Offensive der Regierungstruppen. Erneut wurde die Stadt Adschdabiya aus der Luft angegriffen. Dabei sollen sie Brega und seinen Flughafen zurückerobert haben, was die Oppositionskräfte bestritten.
In einer Ansprache im libyschen Staatsfernsehen drohte Gaddafi mit „tausenden Todesopfern“, sollte das Ausland militärisch intervenieren. „Wir werden bis zum letzten Mann und bis zur letzten Frau kämpfen“, sagte er. Zugleich bot er allen eine Amnestie an, wenn sie die Waffen niederlegten.

#### 3. März – Rebellen fordern UN-Flugverbotszone
Am zweiten Tag in Folge griff die libysche Luftwaffe am 3. März Brega an. Noch am Vortag standen Teile der Stadt unter Kontrolle der Regierungstruppen. Kämpfe gab es auch um die Kontrolle von Ras Lanuf, wo sich die wichtigen Erdölraffinerien des Landes befinden, sowie in den Städten az-Zawiya und Misrata.
Ein Sprecher des Militärrats der Aufständischen, Abdullah al-Mahdi, fordert von der internationalen Gemeinschaft Luftangriffe und eine Flugverbotszone.

#### 4. März – Regierung erobert az-Zawiya, Flughafen Ras Lanuf, neuen UN-Botschafter eingesetzt, Geldlieferung abgefangen, Interpol-Steckbrief
Am 4. März wurde, nach Angaben der Aufständischen, von ihnen der Flugplatz Ras Lanuf erobert. In Adschdabiya und Brega setzten die Regierungstruppen nach Augenzeugenberichten wiederholt Kampfflugzeuge und Hubschrauber ein. Heftige Kämpfe gab es um az-Zawiya zwischen den Oppositionskräften und der Chamis-Brigade unter der Führung von Chamis al-Gaddafi. Das libysche Staatsfernsehen berichtete von der Einnahme von az-Zawiya. Die Stadt sei von 2.000 Soldaten und 80 Panzerfahrzeugen umzingelt worden. Die libyschen Streitkräfte beschlagnahmten nach Angaben der Regierung 31 Panzer, 19 Transportfahrzeuge und 45 Flugabwehrkanonen sowie weitere Waffen. Außerdem soll der Anführer der Aufständischen, Hussein Darbuk, ums Leben gekommen sein. Insgesamt sollen 50 Menschen bei den Kämpfen getötet worden sein.
In Tripolis kam es nach den Freitagsgebeten zu Auseinandersetzungen zwischen der Gaddafi-Regierung und Oppositionellen.
Am Abend explodierte in Ar-Rajmah nahe dem Flughafen Bengasi (Benina International Airport) ein Waffen- und Munitionslager, bei dem nach Angaben von Al Jazeera 17 Menschen ums Leben kamen. Mehrere Menschen wurden verletzt. Ein Offizier erklärte, ein Flugzeug habe das Lager angegriffen. Andere Berichte sprachen von einem möglichen Sabotageakt. Für die Rebellen bedeute dies einen schweren Verlust, da unter anderem mehrere Flugabwehrgeschütze zerstört wurden.
Die britische Küstenwache hat aufgrund der UN-Sanktionen das deutsche Containerschiff Sloman Provider der Sloman Neptun Schiffahrts AG auf dem Weg nach Tripolis gestoppt. An Bord befanden sich Geldscheine im Wert von rund 100 Millionen libyschen Dinar (117 Millionen Euro). Die HMC Vigilant eskortierte das Schiff in den Hafen von Harwich. Die Geldscheine wurden in einer britischen Druckerei gedruckt.
Der frühere Außenminister Ali Abdussalam Treki wurde von der libyschen Regierung als neuer UN-Botschafter des Landes eingesetzt.
Am 4. März gab Interpol Warnhinweise über Gaddafi und 15 seiner engen Vertrauten an die 188 Mitgliedsstaaten heraus. Es erschien ein Steckbrief in mehreren Sprachen. Die Liste umfasst die folgenden Personen:
1. Muammar al-Gaddafi
2. Abdulqader Mohammed al-Baghdadi
3. Abu Zayd Umar Dorda
4. Abu Bakr Yunis Jabir
5. Ayesha Muammar Gaddafi
6. Hannibal Muammar Gaddafi
7. Mutassim Gaddafi
8. Al-Saadi Gaddafi
9. Saif al-Islam al-Gaddafi
10. Abdulqader Yusef Dibri
11. Matuq Mohammed Matuq
12. Sayyid Mohammed Qadhaf Al-dam
13. Chamis Muammar Gaddafi
14. Mohammed Muammar Gaddafi
15. Saif al-Arab Gaddafi
16. Abdullah al-Senussi

#### 5. März – Gründung des Nationalen Übergangsrats, Gegenoffensive der Rebellen
Am 5. März 2011 kam im Justizpalast von Bengasi der Nationalrat der Übergangsregierung (arabisch المجلس الوطني الانتقالي, DMG al-maǧlis al-waṭanī al-intiqālī, englisch National Transitional Council) zu seiner ersten Sitzung zusammen und bildet damit das erste politische Gremium der Opposition gegen die bisherige Regierung in Libyen unter Einfluss von Muammar al-Gaddafi. Obwohl seine Mitglieder vor allem aus Ostlibyen stammen, wo allerdings nur gut ein Fünftel der libyschen Gesamtbevölkerung lebt, beansprucht der Rat, alleiniger legitimer Vertreter des gesamten libyschen Volkes zu sein und erklärte, libysche Diplomaten in den Auslandsvertretungen, die die Rebellion unterstützen, seien seine legitimen Vertreter.
Das Gremium forderte die internationale Gemeinschaft auf, eine Flugverbotszone einzurichten, um das Gaddafi-Regime daran zu hindern, das eigene Land aus der Luft anzugreifen. Der Einsatz ausländischer Bodentruppen wurde ausdrücklich abgelehnt. Seine Führung besteht, soweit bekannt, aus ehemaligen hohen libyschen Funktionären des Gaddafi-Regimes. Vorsitzender der Übergangsregierung ist derzeit Mustafa Muhammad Abd al-Dschalil. Als bisher einziges europäisches Land erkannte Frankreich den Übergangsrat am 10. März 2011 als legitime Regierung Libyens an. Frankreichs Präsident Nicolas Sarkozy empfing den Außenpolitik-Beauftragten des Übergangsrats Mahmud Dschibril. Am Ende eines Sondergipfels zur Libyen-Krise in Brüssel am 11. März 2011 einigten sich die EU-Staaten in ihrer Schlusserklärung darauf, den Nationalen Übergangsrat als einen Gesprächspartner zu betrachten.
Mustafa Abd al-Dschalil erklärte, Länder, die eine Flugverbotszone und den Aufstand gegen Gaddafi nicht unterstützten, würden nach dessen Sturz keinen Zugang zu Libyens riesigen Ölvorkommen bekommen. Die Führung eines Libyens nach Gaddafi werde die Ölpolitik „entsprechend der Position ausrichten, die die Länder gegenüber Libyen in diesen schwierigen Zeiten einnehmen“.
Die Rebellen meldeten am 5. März die Stadt az-Zawiya im Westen erneut eingenommen zu haben. Am Nachmittag drangen aber nach Angaben von Al Jazeera Regierungseinheiten mit 35 Panzern in az-Zawiya ein. Es kam zu schweren Kämpfen, doch der Stadtkern soll weiter in der Hand der Aufständischen sein. Nach der Einnahme des Ölhafens Ras Lanuf erreichten die Aufständischen auf dem Weg nach Westen die Orte Ben Dschawad und Wadi al-Ahmar. Am Abend wurde bereits aus Surt, einer größeren Universitätsstadt und Heimat von Gaddafis Clan, von Gewehrfeuer berichtet. Die Geburtsstadt Gaddafis wurde als nächstes Ziel der Aufständischen angegeben. Im Osten kam es erneut zu Luftangriffen durch das Regime.
Nach einem Bericht der britischen Financial Times verfügt Gaddafi immer noch über Öleinnahmen. Die Produktion sei zwar gedrosselt, aber nicht ganz eingestellt. Zahlungen für Öllieferungen erreichten immer noch die libysche Zentralbank und chinesische und indische Unternehmen würden weiter libysches Öl kaufen.

#### 6. März – Kämpfe in Ras Lanuf, Misrata, az-Zawiya, Ben Dschawad, SAS-Einheit verhaftet
Nachdem bereits am Vorabend das erneute Aufflackern von Kämpfen in Ben Dschawad gemeldet wurde, entbrannten sehr heftige Kämpfe um den Ort. Zeitweise zogen sich die Aufständischen zurück, um schließlich am Abend die Wiederinbesitznahme zu melden. Weitere erneute schwere Kämpfe wurden aus den Städten Ras Lanuf, Misrata und az-Zawiya gemeldet. Am Abend sollen diese Orte noch oder wieder von Regierungsgegnern gehalten werden. Die regimetreue Luftwaffe flog Angriffe und es kamen schwere Waffen, Panzer, Panzerartillerie sowie Mörser, Raketenwerfer und Panzerfäuste zum Einsatz. Es gab zahlreiche Tote und Verwundete. In Misrata bekämpften die Rebellen anrückende Panzer und bewaffnete Transporter mit Mörserangriffen. Nach einem fünfstündigen Gefecht konnten die Rebellen die Kontrolle über der Stadt behaupten und erbeuteten zwei Panzer und fünf bewaffnete Fahrzeuge. Bei den Kämpfen sollen 21 Kämpfer und Zivilisten der Oppositionskräfte und 19 Regierungssoldaten getötet worden sein, berichtete der Sprecher der Rebellen Abed el-Salam Bayo. Aus Tripolis wurde MG-Feuer gemeldet, wobei unklar blieb, wer schoss und warum.
Ein Jagdbomber vom Typ Su-24MK der libyschen Luftwaffe (1124SQDN = 1124. Staffel von der Luftwaffenbasis Gardabya) wurde von den Rebellen bei Ras Lanuf abgeschossen. Die beiden Besatzungsmitglieder kamen dabei ums Leben.
Ein Team aus einem Mitarbeiter des britischen Auslandsgeheimdienstes MI6 und sieben Soldaten der Spezialeinheit SAS wurde Pressemeldungen zufolge beim Versuch der Kontaktaufnahme mit Vertretern der Rebellen in Bengasi von Soldaten verhaftet. Die Briten konnten dann aber das Gebiet wieder in Richtung der vor der Küste liegenden Cumberland verlassen.
Gaddafi fordert eine Untersuchung des Aufstands gegen sein Regime durch eine Mission der Vereinten Nationen oder der Afrikanischen Union.

#### 7. März – Rebellen kontrollieren Ras Lanuf, Regierung erobert Ben Dschawad, Übergangsrat drängt auf internationale Anerkennung
Ein Sprecher der Regimegegner berichtete, es seien 14 Soldaten des Gaddafi-Regimes gefangen genommen worden, vier davon seien aufgrund von Verletzungen in ein Krankenhaus gebracht worden. Die libysche Luftwaffe bombardierte erneut mehrere Male die Stadt Ras Lanuf, viele Einwohner flüchteten aus Angst. Entgegen der Behauptung des Gaddafi-Regimes ist die Stadt weiterhin in der Hand der Rebellen. Am Vormittag meldete die BBC, dass Ben Dschawad von Soldaten des Regimes zurückerobert wurde.
Gegen Mittag meldete der arabische Fernsehsender Al Jazeera, dass die USA vermutlich seit einigen Tagen mit einem Aufklärungsflugzeug vom Typ AWACS den libyschen Luftraum überwachen. Am Abend wurde dann bekanntgegeben, dass die NATO die Ausdehnung einer bestehenden 10-Stunden-Überwachung auf 24 Stunden beschlossen habe. Außerdem wurde bekannt, dass die USA 15 Mio. US-Dollar für humanitäre Hilfe in Libyen genehmigen. Ob mit den Geldern auch Waffen für die Aufständischen finanziert werden sollen, wurde bewusst offengelassen, um sich diese Option vorzubehalten.
Der Nationalratsvorsitzende Mustafa Abd al-Dschalil lehnt Verhandlungen mit Gaddafi ab. Er appellierte an die internationale Gemeinschaft, schnellstens eine Sperrung des Luftraums durchzusetzen, die Unterstützung Gaddafis aufzugeben und die Führung der Opposition als rechtmäßige Regierung Libyens anzuerkennen. Weitergehende Militärhilfe, Operationen am Boden oder Luftschläge durch ausländische Streitkräfte lehnte er ab. Wenn Gaddafi akzeptiere, das Land zu verlassen, um weiteres Blutvergießen zu vermeiden, würden die Aufständischen auf ihre Forderung verzichten, dass er vor ein Gericht gestellt werden muss. Abd al-Dschalil rief die Stämme des Westens wie die Warfalla auf, sich zu erheben und sich dem Kampf der Aufständischen anzuschließen. Er dementierte Behauptungen des libyschen Staatsfernsehens, die Revolutionäre würden Menschen als lebende Schutzschilde missbrauchen. Eine Teilung des Landes käme nicht in Betracht.

#### 8. März – Rebellen stellen Gaddafi Ultimatum für Straffreiheit, Ex-Planungsminister hält Rede vor EU-Parlament
Die Opposition fordert einen Rücktritt Gaddafis innerhalb von 72 Stunden, in diesem Fall würde er in Libyen laut Aufständischen keine Strafverfolgung fürchten müssen. Nationalratspräsident Abd al-Dschalil soll nach „indirekten Kontakten“ Gespräche mit Gaddafi abgelehnt haben, solange dieser die Kampfhandlungen nicht einstellt. Das von ihm gestellte Rücktrittsultimatum läuft am Freitag, dem 11. März, um 14:30 Uhr aus. Wenn Gaddafi dem Ultimatum Folge leisten und das Angebot der Straffreiheit annehmen wolle, müsse er die Bombardierungen einstellen und das Land verlassen.
Schwerpunkte der andauernden schweren Kämpfe in Libyen bilden die Städte az-Zawiya und Ras Lanuf sowie auch bei Ben Dschawad. Unklar war am späten Abend, ob az-Zawiya von Regierungstruppen eingenommen wurde. Die Kämpfe dort seien äußerst hart und zerstörerisch gewesen. Die libysche Luftwaffe hat allein auf Stellungen Oppositioneller bei Ras Lanuf mindestens fünf Luftangriffe geflogen und dabei Raketen verschossen, wobei auch ein Wohnblock getroffen wurde, sodass mit zivilen Opfern zu rechnen ist. Später wurde dort mit Raketenwerfern gegen die revolutionären Kräfte vorgegangen, als diese nach Westen vorzurücken versuchten. Es soll in Ras Lanuf zahlreiche Verwundete mit zum Teil schweren Verletzungen geben. Ein Mitglied der Opposition, der frühere libysche Planungsminister Mahmud Dschibril, Gründungsmitglied des Nationalrats, konnte sich mit Parlamentariern der EU treffen und eine Rede vor Abgeordneten des Europäischen Parlaments in Straßburg halten. Das Treffen kam auf Einladung des früheren belgischen Ministerpräsidenten Guy Verhofstadt zustande.
Am 8. März wurde bekannt, dass Gaddafi den Geheimdienstchef Mustafa al-Charubi und den Verteidigungsminister Abu Bakr Yunis Jaber unter Hausarrest gestellt haben soll.

#### 9. März – Kämpfe in Ras Lanuf, As Sidr, Ben Dschawad, Misrata, az-Zawiya
Brennpunkte der Kämpfe waren Ras Lanuf (massive Luftangriffe), as-Sidr, Ben Dschawad, Misrata und az-Zawiya. Es wurde berichtet, die Rebellen hätten am Abend wieder die Kontrolle über das Stadtzentrum von az-Zawiya erlangt, nachdem zuvor 1500 Meter vom zentralen Platz entfernt Panzer zu sehen waren. Die Luftwaffe des Regimes griff das Ölverladeterminal as-Sidr an. Mehrere Tanks standen in Flammen.
Der US-Botschafter in Libyen Gene Cretz soll nach Angaben des US-Außenministeriums telefonische Kontakte und Treffen mit libyschen Oppositionellen gehabt haben. Libysche Regierungskreise hätten wissen lassen, Abu Bakr Yunis Jaber und Mustafa al-Charubi seien unter Hausarrest gestellt worden, weil sie die jüngsten Militäroffensiven des Regimes abgelehnt hätten. Das Gaddafi-Regime startete vor den angekündigten Gipfeltreffen der EU-Staaten zur Libyen-Krise am 11. März 2011 und der Arabischen Liga am 12. März 2011 diplomatische Aktivitäten. Abgesandte des Machthabers wurden am 9. März 2011 zu Verhandlungen in verschiedene europäische Länder und nach Ägypten geschickt.

#### 10. März – Regierung erobert az-Zawiya, Übergangsrat durch Frankreich anerkannt
Am frühen Morgen wurde gemeldet, dass az-Zawiya von Regierungstruppen zurückerobert worden sei. Im Widerspruch dazu wurde aber auch weiterhin von Kämpfen aus der Stadt berichtet.
In Ras Lanuf gingen die Kämpfe und Luftangriffe der Regierungstruppen weiter. Unbestätigt war die Meldung von einem Raketenbeschuss von See aus. Ein Krankenhaus soll getroffen worden sein. Panzer der Regierungstruppen sollen sich der Stadt laut Augenzeugenberichten nähern. Im Laufe des Tages zogen sich die Rebellen weitgehend aus Ras Lanuf zurück.
Die libysche Rebellenregierung wurde von Frankreichs Präsident Nicolas Sarkozy offiziell anerkannt. Eine weitere bemerkenswerte internationale Reaktion kam vom ehemaligen Luftwaffengeneral Merrill McPeak. Er sagte der New York Times, er könne sich „kaum eine leichtere militärische Aufgabe“ als die Einrichtung einer Flugverbotszone in Libyen vorstellen. Sein Konzept sieht vor, primär nur Überflüge auf von Rebellen kontrollierten Gebieten durchzuführen. Die aktive Bombardierung und Ausschaltung der libyschen Luftabwehr wäre dann nicht notwendig, das Ziel, die libysche Luftwaffe am Boden zu halten, könnte aber dennoch erreicht werden.
Ein Sprecher der Agaco erklärte, dass sich das Tochterunternehmen der staatlichen National Oil Corporation mit Hauptquartier in Bengasi den Aufständischen angeschlossen habe und dass man den Erlös des geförderten Öls dem oppositionellen Nationalen Übergangsrat zukommen lassen wolle. Als Verladehafen könnte das östlich von Bengasi gelegene Ölterminal in Tobruk dienen.
Der Director of National Intelligence, General a. D. James R. Clapper, erklärte in einer Anhörung vor dem amerikanischen Kongress am 10. März, dass er langfristig mit einem Sieg Gaddafis rechne: “I think (over) the long term that the regime will prevail.”

#### 11. März – Gaddafis Sohn im TV, Ras Lanuf umkämpft
Im libyschen Staatsfernsehen wurde eine Pressekonferenz von Saif al-Islam al-Gaddafi übertragen. Darin bezeichnete dieser die Führung des Aufstandes als al-Qaida-Terroristen: „Das war von allem Anfang an ein militärisches Komplott […] Ich selbst habe eure Freilassung veranlasst, ich kenne euch namentlich […] Der Westen hat sie uns übergeben, in Säcken verpackt wie Hühner.“
Ein Großteil der Stadt und des Ölhafens von Ras Lanuf wurde von Regierungstruppen mit starken Panzerkräften und Luftangriffen zurückerobert. Ein Rebellen-Hauptmann erklärte: „Ras Lanuf ist eine Geisterstadt. Es gibt Gefechte zwischen Rebellen und Gaddafi-Kräften vor und zurück.“
UN-Generalsekretär Ban Ki-moon teilte am 11. März 2011 in New York mit, dass der schon vor einigen Tagen von ihm zum UN-Sondergesandten für Libyen ernannte frühere jordanische Außenminister Abdul Ilah al-Chatib an diesem Wochenende mit einem Expertenteam nach Tripolis reisen werde. Das Begleitteam besteht aus Mitarbeitern des Nothilfebüros, des Büros für politische Angelegenheiten und des Büros des Hohen Kommissars für Menschenrechte der Vereinten Nationen. Abdul Ilah al-Chatib soll mit den libyschen Behörden über humanitäre, politische und sicherheitsrelevante Fragen sprechen.

#### 12. März – Regierung erobert Ras Lanuf, Luftangriffe auf Brega
Der Ölhafen Ras Lanuf wurde nach Angriffen mit schweren Waffen und Kampfflugzeugen von Regierungstruppen zurückerobert, nachdem ihn am Vortag zunächst die Rebellen wieder in ihre Hand gebracht hatten. Nachdem bereits am 11. März über Angriffe auf Brega berichtet worden war, wurde die Stadt von Regierungstruppen mit schwerer Artillerie und Luftangriffen attackiert.

#### 13. März – Brega umkämpft
Die Ölstadt Brega wurde von Regierungstruppen zurückerobert.
Laut AFP zogen sich die Rebellen nach Bombardierungen durch Regierungstruppen aus Brega zurück und formierten sich in Adschdabiya. Die Rebellen bestätigten den Verlust der Orte al Uqaylah und Al-Bisher.
Nach der Rückeroberung von Ras Lanuf berichtete AP, dass Schukri Ghanim den italienischen Ölkonzern ENI S.p.A. um Hilfe beim Löschen eines Feuers in der dortigen Raffinerie gebeten hat. Es stand zu befürchten, dass sich das Feuer weiter ausbreitete.
Al Jazeera meldete die Ankunft des Exilanten Khalifa Belqasim Haftar, welcher die Libysche Nationale Befreiungsarmee unterstützen soll.

#### 14. März – Rebellen erobern Brega, Regierung erobert Zuwara, Rebellen-General fokussiert Adschdabiya
Der Verteidigungsminister des Nationalen Übergangsrats Omar El-Hariri schilderte am 14. März 2011 gegenüber Al Jazeera, wie den Rebellen die Rückeroberung von Brega am Abend des 13. März 2011 gelungen sei.
Laut libyschem Staatsfernsehen bot Gaddafi Kämpfern der Rebellen eine Amnestie an, wenn sie die Waffen niederlegten. Auch übergelaufene Soldaten sollten demnach begnadigt werden. Die westlich von Tripolis gelegene Stadt Zuwara kam wieder unter die Kontrolle der Regierungstruppen.
Human Rights Watch meldete, dass libysche Sicherheitskräfte in Tripolis eine Welle von willkürlichen Festnahmen entfesselt hätten. Beweise dafür lagen nicht vor, wie einige Medien hinzufügten.
Der UNHCR teilte am 15. März mit, dass seit dem 14. März 2011 zunehmend auch Libyer über die Grenze nach Ägypten fliehen.
Als neuer Befehlshaber der Aufständischen wurde der frühere libysche Innenminister, General Abdel Fatah Yunis genannt. Er betonte die strategische Bedeutung der Stadt Adschdabiya, die auf dem Weg nach Osten, nach Bengasi, Tobruk und auch zum Süden hin liegt, und gelobte diese zu verteidigen. Von dort führt eine Küstenstraße (Via Balbia) nordwärts nach Bengasi und eine gerade Wüstenstraße (Wüstenstraße Tobruk–Adschdabiya) nordostwärts nach Tobruk. Über die Route nach Tobruk könnte Bengasi, wenn die Kontrolle über diese den Rebellen verloren geht, leicht eingeschlossen werden. Yunis sprach auch von taktischen Rückzügen und zeitweiligen Verlusten an sich wertloser Wüstenflächen.

#### 15. März – Gaddafi lobt Deutschland, Regierung erobert Brega und Adschdabiya
Mit Suwara nahmen die Regierungstruppen die letzte Stadt zwischen Tripolis und der Grenze zu Tunesien ein.
In einem vom Fernsehsender RTL verbreiteten Interview lobte Gaddafi die Haltung Deutschlands zu den Aufständen in seinem Land. Im Gegensatz zu vielen anderen wichtigen Ländern des Westens hätten die Deutschen „eine verantwortliche Position eingenommen“ und „sollten einen permanenten Sitz im Uno-Sicherheitsrat haben, nicht Frankreich“.
Unter Berufung auf Angaben eines Kämpfers der aufständischen Kräfte wurde berichtet, die Stadt Brega sei am 15. März verloren gegangen. Eine Agentur berichtete, der Ort habe innerhalb dreitägiger schwerer Kämpfe mehrmals den Besitzer gewechselt.
Regierungstruppen sollen Adschdabiya eingenommen haben; Soldaten riefen die Stadteinwohner über Lautsprecher zur Abgabe der Waffen auf. Nach wiederholt berichteten Angaben der Aufständischen war Adschdabiya dagegen nach wie vor in Rebellenhand.
Gegen 22:30 Uhr MEZ trat Gaddafi in Tripolis vor einige Anhänger. In der vom Staatsfernsehen und Al Jazeera übertragenen Rede bezifferte Gaddafi die Anzahl der Toten auf höchstens 200, welche zudem alle aus Reihen seiner Kämpfer und denen der „Ratten“, wie er die Aufständischen nannte, stammen würden. Bei der Versammlung der Gaddafi-Gegner in Bengasi taten die Anwesenden ihren Unmut darüber kund, indem sie Schuhe gegen die Projektionsfläche warfen, auf der die Rede gezeigt wurde.

#### 16. März – Misrata und Adschdabiya umkämpft, Regierung verschärft Offensive
Misrata wurde von drei Seiten von Regierungstruppen mit Panzern und Artillerie beschossen, wobei es Todesopfer gegeben haben soll. Beide Seiten reklamierten militärische Erfolge für sich. Abdel Fatah Yunis sagte gegenüber Al Arabiya, in Adschdabiya seien viele Regierungssoldaten gefallen, oder gefangen genommenen worden. Einer der Söhne des Machthabers Gaddafi sagte, der Aufstand werde innerhalb der nächsten 48 Stunden niedergeschlagen sein.
Adschdabiya soll die ganze Nacht hindurch pausenlos vom Regierungsmilitär beschossen worden sein. Im Staatsfernsehen verkündete Gaddafi, er sei entschlossen, seine Feinde niederzuschlagen, egal, ob es sich um Verschwörer aus dem In- oder Ausland handele. Er werde auch Frankreich, die Vereinigten Staaten und Großbritannien besiegen.
UN-Generalsekretär Ban Ki-moon äußerte Besorgnis über die Eskalation durch die Regierungstruppen. Eine Militäroffensive auf Bengasi würde das Leben zahlreicher Zivilisten gefährden. Ban forderte einen sofortigen Waffenstillstand in Libyen. Das Internationale Komitee vom Roten Kreuz (IKRK) teilte mit, seine eigenen Mitarbeiter wegen der gefährlichen Lage aus Bengasi abgezogen zu haben. Das Militär verschärfte seine Offensive gegen Aufständische im Osten und Westen des Landes.
Jallal Al Gallal und Soliman Bouchuiguir, libysche Oppositionelle in Bengasi und in Genf, die das Schlimmste für den Fall der Eroberung Bengasis angesichts des raschen Vorankommens der Regierungsstreitkräfte befürchten, versuchten der Welt in Erinnerung zu rufen, dass die Protestbewegung wie in Tunesien und Ägypten friedlich begonnen habe.

#### 17. März – Regierung gewinnt Oberhand, Einrichtung der internationalen Flugverbotszone (UN-Resolution 1973)
Es wurde berichtet, die Regierung habe „in den vergangenen elf Tagen […] fast alle Öl-Anlagen und die Kontrolle über viele Städte zurückerobert.“
Nach einem Medienbericht wurde Adschdabiya am Nachmittag von drei Seiten durch Regierungstruppen eingeschlossen, lediglich die nach Norden Richtung Bengasi führende Küstenstraße war noch offen. Nach Angaben der Aufständischen hatten die Regierungsstreitkräfte noch nicht begonnen, in die Stadt einzumarschieren.
Al Jazeera lagen Berichte über länger andauernde nächtliche Kämpfe mit schweren Waffen bei Zintan im Westen vor. Regierungstruppen seien nach Angaben von Oppositionskämpfern dabei, die Stadt zu umzingeln. Laut Angaben von Hilfsorganisationen sowie von Sprechern des UNHCR und des IKRK nahm der Strom libyscher Flüchtlinge über die Grenze nach Ägypten zwar zu, jedoch gab es bislang keinen großen Ansturm.
Regierungsseitig wurde die Einnahme des Ölterminals Zuwaitina gemeldet und auch ein Sprecher der Aufständischen gab an, die Regierungstruppen hätten Zuwaitina erreicht.
Augenzeugen widersprachen Berichten der staatlichen libyschen Medien über stattfindende Kampfhandlungen größeren Umfangs oder bereits eingetretene militärische Erfolge in Misrata. Das Staatsfernsehen meldete, Regierungsstreitkräfte hätten die Kontrolle über Misrata gewonnen. Das libysche Staatsfernsehen meldete auch, am Flughafen Bengasi-Benina seien Gewehrfeuer und Explosionen zu hören. Ein Korrespondent von Al Jazeera berichtete von Luftangriffen auf den 10 km südlich von Bengasi gelegenen Flughafen Benina. Später wurde aus Bengasi und Umgebung erneut über Luftangriffe berichtet (betroffen waren beispielsweise Buatani im Osten, die Nachbarschaft des Flughafens Benina, Qaminis im Süden). Ein Sprecher der Oppositionellen sagte anschließend, es gebe keine Erkenntnisse darüber, dass die Luftschläge irgendwelche Schäden angerichtet hätten.
Die staatliche libysche Nachrichtenagentur JANA kündigte am Nachmittag an, die Militäroperationen gegen die bewaffneten Terroristenbanden würden ab Sonntag, 22:00 Uhr GMT, eingestellt, um ihnen die Chance zu geben, die Waffen niederzulegen und von einer Generalamnestie zu profitieren.
Das libysche Staatsfernsehen hatte am 16. März den Beginn der Schlacht und für den 17. März die Entscheidungsschlacht um Misrata angekündigt.
Gegen 19:40 Uhr MEZ kündigte Gaddafi telefonisch in einer im Radio und Fernsehen übertragenen Rede „die Befreiung von Bengasi“ für die Nacht an. Alle Häuser würden durchsucht und diejenigen, bei denen Waffen gefunden werden, würden wie Feinde behandelt werden, für die es keine Gnade gebe.
Oberst Gaddafi ließ über das Verteidigungsministerium in Tripolis verbreiten, jeder ausländische Militäreinsatz gegen Libyen werde eine Gegenoffensive seiner Armee auf den See- und Luftverkehr im Mittelmeer heraufbeschwören.
Nachdem bekannt wurde, dass Ägypten seit ein paar Tagen Munition und Waffen an die Aufständischen liefert, wies das russische Außenministerium die USA auf das Verbot von Waffenlieferungen nach Libyen hin. Der UN-Sicherheitsrat hatte mit dem Beschluss der Resolution 1970 am 26. Februar 2011 auch ein allgemeines Waffenembargo über Libyen verhängt.
Am Abend verabschiedete der UN-Sicherheitsrat die Resolution 1973, in der ein sofortiger Waffenstillstand gefordert und die Einrichtung einer Flugverbotszone über Libyen sowie der Schutz der Zivilbevölkerung mit militärischen Mitteln autorisiert wird. Insbesondere Frankreich hatte sich für diese Resolution eingesetzt.

#### 18. März – Außenminister erklärt Waffenstillstand, Vorrücken auf az-Zintan, Misrata, Bengasi
Die US-Botschafterin bei den Vereinten Nationen Susan Rice vertrat die Auffassung, dass die Resolution 1973 keine Aussage zu Waffenlieferungen an die Aufständischen enthalte. Sie denke, dass Waffenlieferungen an die Aufständischen zwar nicht ausdrücklich autorisiert würden, dass man jedoch bei sorgfältigem Lesen zu dem Schluss kommen könne, dass Waffenlieferungen an die Aufständischen nicht ausgeschlossen werden. Zu der Frage, ob die USA eine Bewaffnung der Aufständischen planten, wollte sie sich nicht äußern.
Kurz nach Bekanntwerden der Resolution trat in Tripolis der libysche Vize-Außenminister Khaled Kaim vor die internationalen Medien und erklärte, man nehme die Resolution „positiv“ auf. Man werde „Zivilisten überall im Land schützen“, dies sei Aufgabe der libyschen Polizei. Libyen garantiere auch den Zugang zu Nahrung und Medizin. Libyen habe einen Brief an UNO-Generalsekretär Ban Ki-moon gesandt, wonach dem Staat an der Unversehrtheit der Zivilisten und an der „territorialen Einheit Libyens“ gelegen sei. Zum geforderten Waffenstillstand sagte Kaim: „Wir sind sofort bereit, das zu tun, doch wir müssen zunächst mit jemandem über die technischen Details verhandeln“. Auf die Frage eines Journalisten, ob die Truppen weiter nach Bengasi marschieren würden, sagte er, dies sei nicht seine Entscheidung, sondern diejenige der Armee. Bezugnehmend auf den von der Resolution geforderten Waffenstillstand äußerte Kaim, es habe Gespräche mit Abdul Ilah al-Chatib, dem UN-Gesandten für Libyen, gegeben, bei denen Libyen „legitime Fragen zur Umsetzung eines Waffenstillstands gestellt“ habe.
Um 2:35 Uhr (laut Al Jazeera Ortszeit Libyen GMT +2) erklärte dann der libysche Außenminister Mussa Kussa einen sofortigen Waffenstillstand und die Einstellung aller Kampfhandlungen. Libyen entspreche damit den Forderungen der Resolution 1973 des Sicherheitsrates der Vereinten Nationen. Zweifel daran, ob den Worten der Führung in Tripolis auch Taten folgen werden, äußerten auch Großbritannien und Frankreich. Vor allem London und Paris drängen auf rasche Umsetzung des UNO-Beschlusses zur Einrichtung einer Flugverbotszone. Auch Italien hat inzwischen angekündigt, sich an möglichen Militäraktionen zu beteiligen. Noch am Vormittag wurde berichtet, dass Panzer Misrata beschießen und Seif al-Islam Gaddafi angekündigt habe, dass Antiterroreinheiten nach Bengasi geschickt würden.
Bulgarische Medien berichteten, dass ein bulgarischer Seemann von einem Tanker, der sich in der Nähe von Libyen befand, entführt worden sei.
Die EU-Außenbeauftragte Catherine Ashton erklärte, die EU werde den von der libyschen Regierung erklärten Waffenstillstand prüfen. Skeptisch und unbeeindruckt zeigte sich dagegen US-Außenministerin Hillary Clinton. Sie rief die libysche Regierung dazu auf, ihre Streitkräfte aus dem von Aufständischen kontrollierten östlichen Teil des Landes abzuziehen und sprach von der Entscheidung Gaddafis zu verschwinden („to leave“) als dem notwendigen Endergebnis aller Verhandlungen.
Auch am Abend wird über ein weiteres Vorrücken von Regierungstruppen auf Bengasi und Kämpfe in 50 km Entfernung von der Stadt berichtet sowie von Kampfhandlungen in Sintan (az-Zintan) und Misrata im Westen. Das Regierungsmilitär wies die Darstellungen zurück. Der stellvertretende Außenminister Kaim sagte, der Waffenstillstand werde eingehalten. Außenminister Kussa soll gesagt haben, sein Land werde sich an die UN-Beschlüsse halten. Es werde alles getan, um die Zivilbevölkerung und Ausländer zu schützen. Catherine Ashton soll in Brüssel geäußert haben, noch sei nicht klar, was Gaddafi wirklich entschieden habe. Der Élysée-Palast veröffentlichte weitere Forderungen an Oberst Gaddafi. So sollten auch seine Truppen vollständig aus den umkämpften Gebieten abgezogen werden. Präsident Barack Obama soll der Regierung in Tripolis mit militärischen Konsequenzen gedroht haben, falls die vom libyschen Außenminister Mussa Kussa angekündigte Waffenruhe nicht eingehalten werde. Angriffe gegen die libysche Bevölkerung müssten sofort beendet werden. Ban Ki-moon appellierte an die internationale Gemeinschaft, sich an der Umsetzung der Resolution zur Einrichtung einer Flugverbotszone über Libyen zu beteiligen.

#### 19. März – Frankreich stoppt Regierungsoffensive vor Bengasi – US-Raketen-Angriffe – Kämpfe bei Misrata, Adschdabiya, Bengasi, al-Magrun

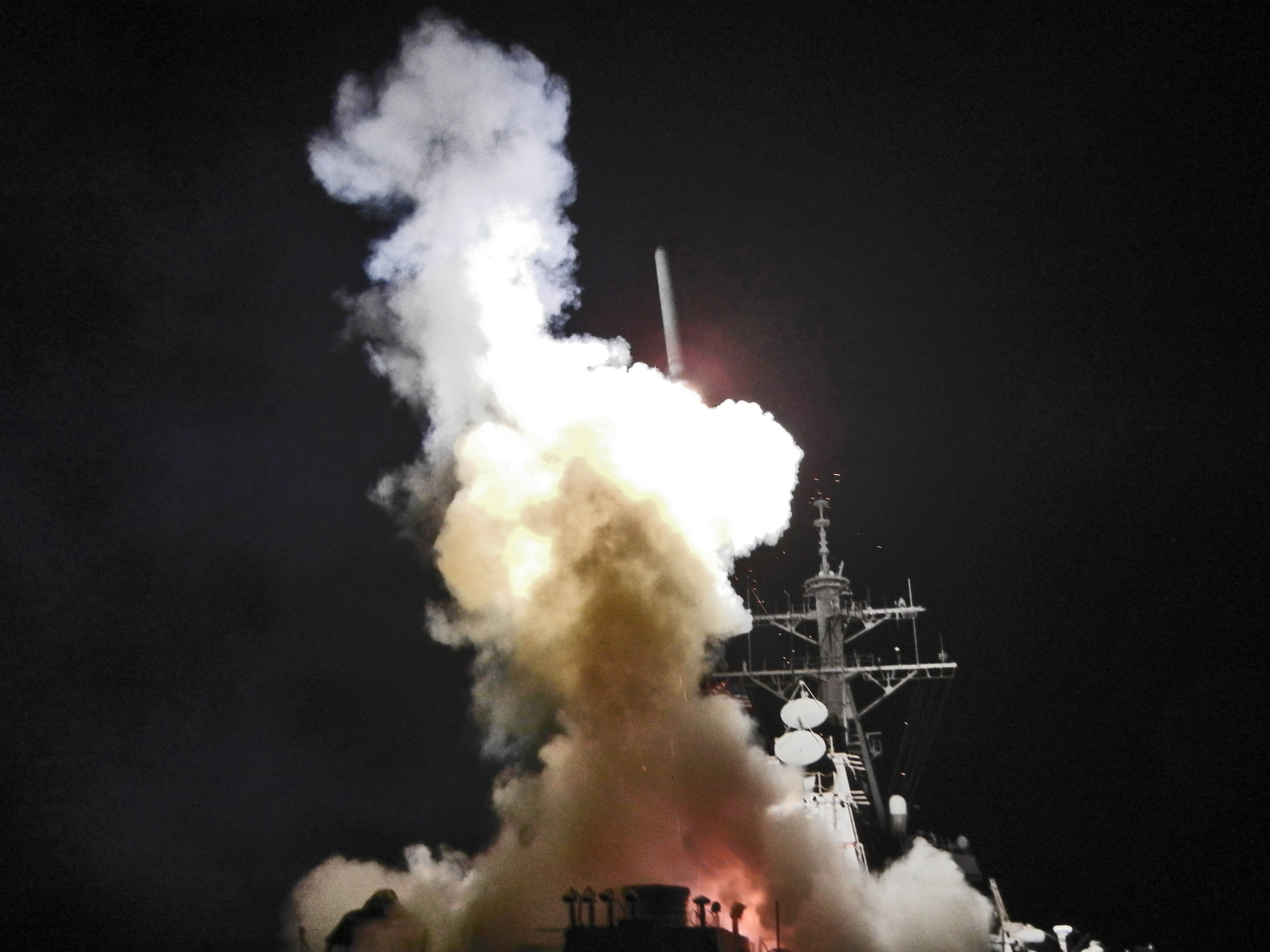
Abschuss eines Tomahawk-Marschflugkörpers von der Barry auf ein Ziel in Libyen, 19. März 2011

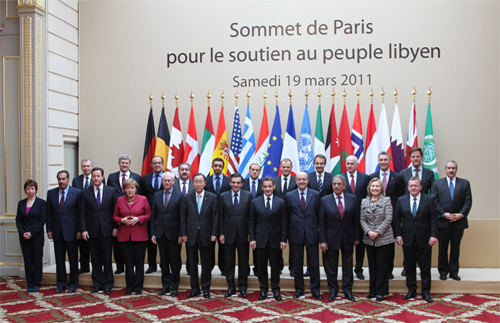
Teilnehmer des Sondergipfels von Paris am 19. März 2011

Teile der libyschen Streitkräfte hielten sich nach verschiedenen Quellen nicht an den angekündigten Waffenstillstand und ein Konvoi von schwerer Artillerie rückte schnell auf Bengasi vor.
Truppen und Panzer der Regierung drangen bis in die Stadt vor.
Auch die Aufständischen in Misrata und Adschdabiya sollen weiter angegriffen worden sein. Wohngebiete wurden von Panzern und Artillerie beschossen. Zahlreiche Einwohner flohen daraufhin in Richtung der Grenze zu Ägypten. Entlang von Hauptstraßen errichteten Bewohner in Abständen Barrikaden, die mit jeweils einem halben Dutzend Rebellen bemannt wurden, von denen nur die Hälfte bewaffnet war. Nach Angaben von Oppositionsvertretern gelang es Revolutionären, innerhalb der Stadt, vier Panzer in ihre Gewalt zu bringen. Aufständische mussten sich nach ihren eigenen Angaben aus Randbezirken der Stadt zurückziehen, konnten später aber das weitere Vordringen der Angreifer aufhalten. Der Journalist und Gründer des Internet-TV-Sender Libya Al-Hurra TV, Mohammed Nabbous kam bei Kämpfen in Bengasi, vermutlich durch Scharfschützen, ums Leben. Ein Kampfflugzeug der Rebellen, wahrscheinlich eine MiG-23BN, wurde von den Rebellen irrtümlich abgeschossen und stürzte über Bengasi ab, der Pilot starb.
Von Regierungsseite warf Vize-Außenminister Khalid Kaim den Aufständischen eine Missachtung der Waffenruhe vor. Die Führung der Aufständischen habe ihre Anhänger per Radio dazu aufgefordert, sich zu bewaffnen und Gaddafis Truppen zurückzudrängen. Anschließend seien Regierungstruppen bei al-Magrun, angegriffen worden. Die libysche Armee werde nichts gegen die Aufständischen unternehmen, weil man die von der UN-Resolution vorgeschriebene Waffenruhe nicht verletzen wolle.
In einem Brief an Nicolas Sarkozy, David Cameron und Ban Ki-moon erklärte Muammar al-Gaddafi die Verhängung eines Flugverbots über Libyen für ungültig. „Libyen gehört nicht euch. Libyen gehört uns“, hieß es darin. Die Resolution 1973 stehe im Widerspruch zur UN-Charta, die jede Einmischung in die inneren Angelegenheiten eines Mitgliedslandes verbiete.
Misrata wurde nach Bewohnerangaben von Panzern und Artillerie beschossen. Seit drei Tagen ist die belagerte Stadt von der Wasserzufuhr abgeschnitten. Schon am Vortag hatte US-Präsident Barack Obama vom Gaddafi-Regime verlangt, Wasser-, Strom- und Gasversorgung sowie den Zugang zu humanitärer Hilfe für alle Libyer sicherzustellen und seine Streitkräfte aus az-Zawiya, Misrata und dem Osten zurückzuziehen. Am selben Tag hatte ein Sprecher des oppositionellen Revolutionskomitees in Misrata erklärt, es sei zu befürchten, dass Truppen der Regierung die seit Tagen belagerte Stadt nun schnell einnehmen wollten, um die Bevölkerung dort als „menschlichen Schutzschild“ gegen mögliche Militärschläge „zu missbrauchen“.
Für die Türkei erklärte Außenminister Ahmet Davutoğlu, sie sei zur Überwachung des in der Resolution geforderten Waffenstillstandes bereit. Das NATO-Mitglied reagierte damit auf eine Stellungnahme der libyschen Führung, in der sie internationale Beobachter ins Land eingeladen hatte, um die Einhaltung einer Feuerpause zu überwachen. Diese sollten aus Deutschland, der Volksrepublik China, Malta und der Türkei kommen. Deutschland lehnte ab und ein Sprecher des Verteidigungsministeriums verwies darauf, es sei allein Sache der UN, den Waffenstillstand zu überwachen oder zu entscheiden, wie er überwacht werden sollte.
Frankreich und Großbritannien hatten sich schon zu einem Militäreinsatz in Libyen bereit erklärt. Unmittelbar nach der Resolution 1973 des Sicherheitsrates vom 17. März 2011 erklärten weitere NATO-Verbündete ihre Teilnahmebereitschaft. Am 18. März tagte in Brüssel der NATO-Rat. Zwar konnte noch kein konkreter Beschluss gefasst werden, in einigen Ländern war auch ein Parlamentsbeschluss nötig, aber unter allen 28 Verbündeten bestand grundsätzliche Zustimmung zu einem Einsatz. In dieser Situation lud der französische Präsident Sarkozy für den nächsten Tag die Regierungschefs ausgewählter Länder sowie Vertreter der Arabischen Liga und der Afrikanischen Union zu einem Sondergipfel nach Paris.
Die Türkei, die den Weg friedlicher Verhandlungen noch nicht ausgeschöpft sah, war nicht eingeladen worden. Es wurde beschlossen, ein Flugverbot über Libyen militärisch durchzusetzen. Bereits vor dem Ende der Konferenz wurde der Beginn des Einsatzes französischer Kampfflugzeuge bekannt gegeben. Codenamen der Operationen: Operation Odyssey Dawn (USA), Operation Ellamy (Großbritannien), Opération Harmattan (Frankreich). Für die übergreifende Koordination der Einsätze wurden das United States Africa Command in Stuttgart, das britische Marinehauptquartier Northwood bei London und das strategische Kommando der französischen Luftwaffe, CDAOA (commandemement de la défense aérienne et des opérations aériennes) in der Base aérienne 942 Lyon-Mont Verdun bestimmt. Italiens Ministerpräsident Berlusconi teilte mit, die NATO-Basis in Neapel werde als alliiertes Kommandozentrum genutzt.
An den Angriffen des ersten Tages der Militärintervention nahmen Streitkräfte aus den USA, Großbritannien, Frankreich, Kanada und Italien teil. Zum Militärbündnis gehörten neun NATO-Mitglieder – darunter auch Spanien, Belgien, Dänemark und Norwegen – sowie die zwei Golfstaaten Katar und die Vereinigten Arabischen Emirate. Beide nahmen allerdings am 19. März noch nicht aktiv an den Angriffen teil.
Die Angriffe auf Bodentruppen vor Bengasi erfolgten durch französische Kampfflugzeuge in der Opération Harmattan, womit der Vormarsch auf das Zentrum der Aufständischen gestoppt wurde.
Den USA geht es – eigenen Angaben zufolge – bei den Einsätzen lediglich darum, Zivilisten vor Gewalt zu schützen. Gaddafi loszuwerden sei die Aufgabe des libyschen Volkes. Aufständische erklärten jedoch, sie bräuchten mehr Unterstützung, um das „Massaker“ abwenden zu können, das unausweichlich komme, wenn Gaddafi an der Macht bleibe. Gemäß Sprechern der Aufständischen sei die Flugverbotszone zu spät gekommen, als dass sie die Situation am Boden ändern könne. Die eigenen Kampfeinheiten seien nicht hinreichend ausgestattet, um Gaddafis überlegenes, aus Panzern, Raketenwerfern und anderen schweren Bodenkampfwaffen bestehendes Arsenal bekämpfen zu können. Umstritten und unklar ist, ob und in welchem Umfang Luftnahunterstützung für die libyschen Aufständischen geleistet wird. Auf die Frage eines Journalisten, worin denn der Unterschied zwischen dem Schutz für das libysche Volk und Luftnahunterstützung für Kämpfer der Aufständischen liege – es scheine so, als habe man es mit Letzterem zu tun –, antwortete der Sprecher des US-Militärs am 21. März: „Ich würde nicht von Luftnahunterstützung für die oppositionellen Kräfte sprechen. Wir wussten, dass diese vorrückenden Elemente sich bewaffnet nach Bengasi bewegen und wir haben sie angegriffen.“ Zu Beginn der Offensive am 19. März wurde die libysche Flugabwehr weitgehend ausgeschaltet, sodass der libysche Luftraum allein von den alliierten Streitkräften kontrolliert wurde.
Nach Darstellung des regierungstreuen libyschen Fernsehsenders al-Jamahiriyah wurde bei den Angriffen ein Krankenhaus am Stadtrand von Tripolis sowie Öldepots im Raum der Stadt Misrata zerbombt. Ein französisches Flugzeug sei abgeschossen worden, was Frankreich aber dementierte.

#### 20. März – Politische Reaktionen auf die Militäraktionen
Der staatlichen libyschen Nachrichtenagentur Jamahiriya News Agency zufolge hat die Regierung damit begonnen, mehr als eine Million Männer und Frauen mit Waffen auszustatten.

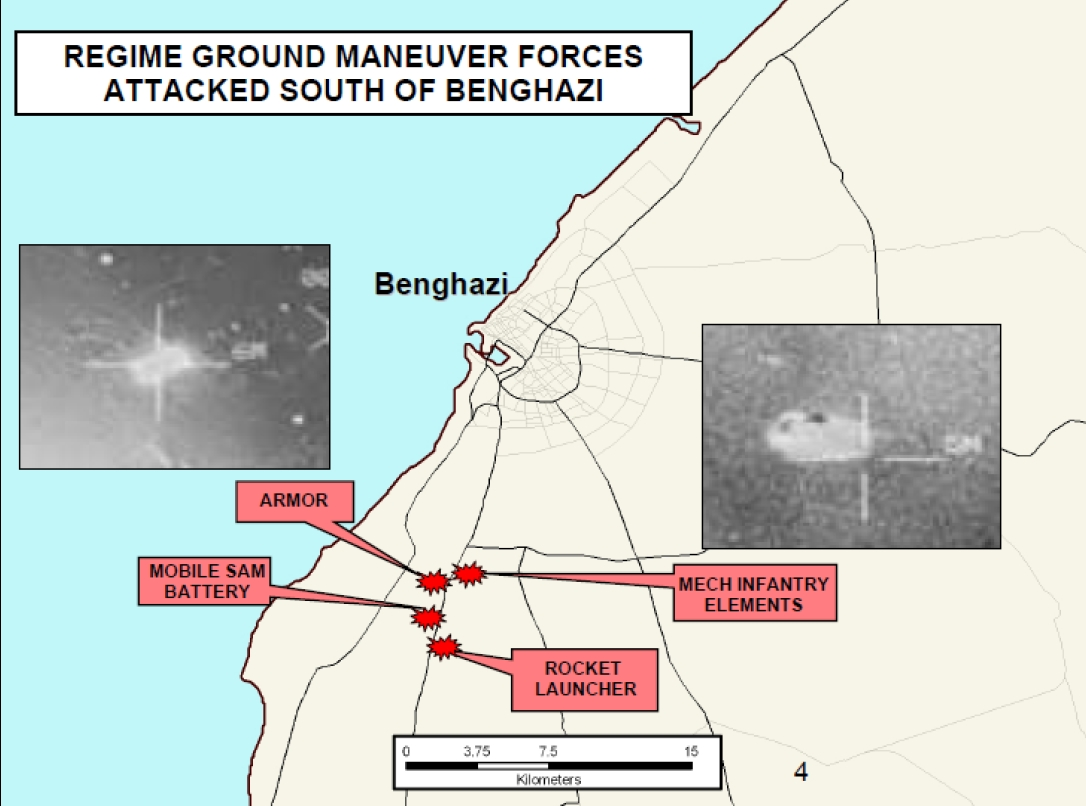
US-Darstellung der Angriffe der libyschen Regierungstruppen südlich von Bengasi

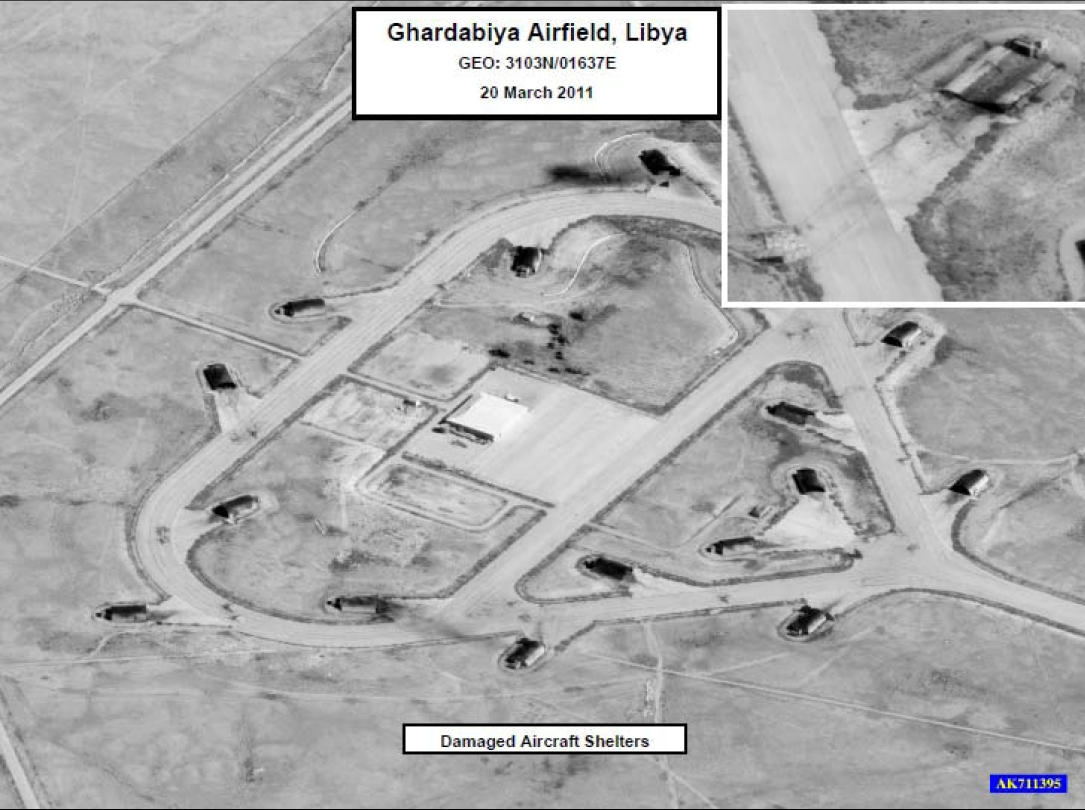
Zerstörte Hangars auf dem Flugplatz Ghardabiya

Der US-Oberbefehlshaber Mike Mullen sprach von einem Erfolg in der ersten Phase und sagte, die Offensive der Regierungstruppen Gaddafis sei vor Bengasi gestoppt worden. Nach Korrespondentenberichten wurden 35 km westlich von Bengasi dutzende von Fahrzeugen der Regierungstruppen, darunter zahlreiche Panzer, zerstört.
China und Russland distanzieren sich von dem Militäreinsatz. Peking erklärte, es respektiere die Souveränität des nordafrikanischen Landes und lehne auch die Anwendung von Gewalt in internationalen Angelegenheiten ab. Für Moskau nahm der Sprecher des Außenministeriums Bezug auf Berichte über die bei den Luftangriffen am Vortag getöteten und verwundeten zivilen Opfer und über die Zerstörungen ziviler Infrastruktur und forderte die entsprechenden Staaten nachdrücklich auf, die unselektive Gewaltanwendung einzustellen. Russland appellierte jedoch auch an Libyen, schnell einen Dialog mit der internationalen Gemeinschaft aufzunehmen. Auch der Generalsekretär der Arabischen Liga, Amr Musa, kritisierte zunächst die Raketenschläge und Luftangriffe gegen Objekte in Libyen, kündigte eine Dringlichkeitssitzung der Liga an und betonte, dass diese über den Rahmen des gesetzten Ziels hinausgingen: „Wir wollen einen Schutz der Zivilisten und keine Bombenangriffe auf sie“, sagte er auf einer Pressekonferenz in Kairo. Am nächsten Tag relativierte Amr Musa seine Aussagen und erklärte auf einer gemeinsamen Pressekonferenz mit UN-Generalsekretär Ban Ki-moon in Kairo, es gebe wegen der UN-Resolution zu Libyen keinen Konflikt und sein Staatenbund respektiere den Beschluss des Sicherheitsrats. Die Resolution diene dem Schutz von Zivilisten, worum es der Arabischen Liga gehen würde.
Libyen rief erneut eine Waffenruhe aus. Damit folgte man dem Vorschlag der Vermittlergruppe der Afrikanischen Union, die in einem im mauretanischen Nouakchott verfassten Kommuniqué die unverzügliche Einstellung der Militäraktionen gefordert hatte. Zu dem für diesen Tag geplanten Besuch des Komitees in Libyen kam es nicht, weil der UN-Sicherheitsrat diesen Besuch nicht genehmigt hatte. Ein Sprecher der Vermittlergruppe erklärte, dass man die Vermittlungsmission fortführen werde, sobald die von Frankreich angeführte Koalition die libysche Luftverteidigung ausgeschaltet habe. Auf die Entscheidung des Sicherheitsrates der Afrikanischen Union, eine Vermittlergruppe nach Libyen zu entsenden, die dort einen Dialog voranbringen soll, der zu einer friedlichen und dauerhaften Lösung führen solle, war in der Resolution 1973 hingewiesen worden. Die USA erkannten den Waffenstillstand nicht an und erklärten, die Flugverbotszone gemäß UN-Resolution weiter umsetzen zu wollen.

#### 21. März – internationale Kritik an UN-Einsatz, Patt-Situation in Libyen
US-General Carter Ham, der die am Libyen-Einsatz beteiligten US-Truppen leitet, erklärte, es sei keine Luftunterstützung für die libyschen Aufständischen geplant. Er schließe nicht aus, dass es Gaddafi gelinge, über das Bombardement hinaus an der Macht zu bleiben. Zudem müsse man eine Patt-Situation zwischen dessen Truppen und den Aufständischen erwarten.
Abdelmalek Drukdel, der Anführer von Al-Qaida im Maghreb, forderte die Menschen in Tunesien, Ägypten und Algerien zur Unterstützung ihrer „libyschen Brüder“ im Kampf gegen Gaddafi auf. Zugleich warnte er die libyschen Rebellen davor, sich zu sehr an die Vereinigten Staaten anzulehnen.
Die radikalislamischen Taliban stellten sich dagegen auf die Seite der libyschen Regierung. Den westlichen Staaten, vor allem den USA, gehe es nur darum, ihre eigene Agenda durchzusetzen. Der Militäreinsatz in Libyen sei ein Krieg gegen den Islam. Die Taliban hatten zuvor schon verbreiten lassen, die westlichen Länder wollten sich nur der libyschen Ressourcen bemächtigen.
In Kairo (Ägypten) wurde Ban Ki-moon von Gaddafi-Anhängern angegriffen. Er wollte auf dem Tahrir-Platz spazieren gehen, als dort gerade gegen den Militäreinsatz in Libyen protestiert wurde. Die Leibwächter des UN-Generalsekretärs griffen jedoch rechtzeitig ein. Die knapp 500 Libyer und einige Ägypter trugen Bilder des libyschen Machthabers und US-kritische Spruchbänder.
Die bisher von den Vereinigten Staaten, Großbritannien und Frankreich geführten Angriffe gingen in die dritte Nacht. Augenzeugen und libysches Staatsfernsehen berichteten von Explosionen in Tripolis. Attacken der gaddafitreuen Regierungstruppen auf die Aufständischen wurden fortgesetzt. Gefechte wurden aus Sintan und Misrata im Westen und aus Adschdabiya im Osten gemeldet. Norwegen hat die Entsendung von sechs Kampfflugzeugen vorerst gestoppt. Die norwegische Verteidigungsministerin Grete Faremo sagte, es werde erst dann einen Einsatz geben, wenn die Kommandostruktur geklärt sei. Die Bündnisstaaten Türkei und Bulgarien äußerten Kritik am Führungsanspruch Frankreichs im Zusammenhang mit Verhandlungen der 28 NATO-Mitgliedstaaten über ein NATO-Mandat für die Militäraktionen. Barack Obama äußerte, die NATO werde binnen Tagen in koordinierender Funktion eingebunden sein. Italien verlangte, die Führungsrolle an die NATO zu übertragen. Ministerpräsident Silvio Berlusconi sagte, die Koordination müsse anders aussehen. Der russische Ministerpräsident Wladimir Putin äußerte, ihn erinnere die UN-Resolution zu Libyen an einen mittelalterlichen Aufruf zum Kreuzzug. Der russische Präsident Dmitri Medwedew kritisierte Putins Äußerungen. Der Vergleich mit einem mittelalterlichen Kreuzzug sei unangebracht. Putin hatte in Moskau auch gesagt, es entwickle sich zu einem Trend in der US-Außenpolitik, sich in die inneren Angelegenheiten anderer Staaten einzumischen. Der iranische religiöse Führer Ali Chamene’i sagte, der Westen versuche vor allem, Zugriff auf die Ölreserven zu bekommen. Die Aufständischen in Libyen begrüßten die Unterstützung ausländischer Kräfte, lehnten aber erneut den Einsatz von Bodentruppen ab.

#### 22. März – Kämpfe in az-Zintan, Misrata, Adschdabiya

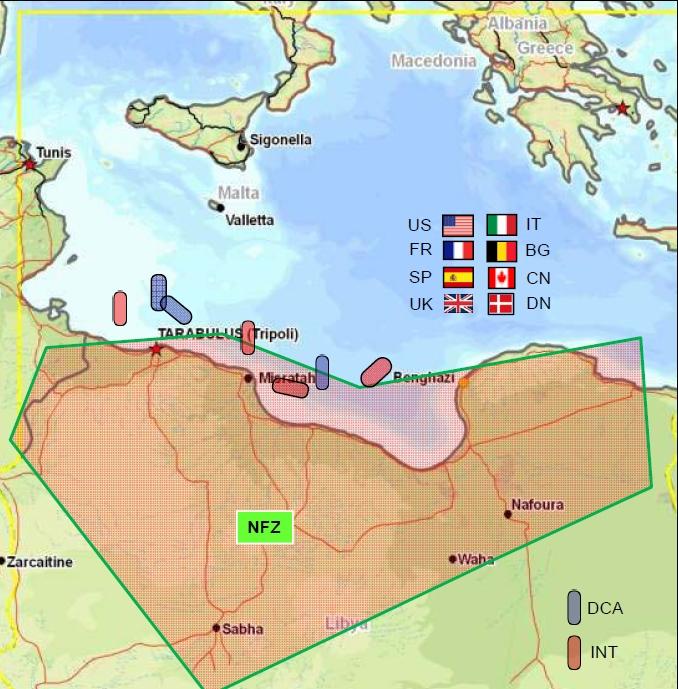
US-Karte zur Flugverbotszone (No Fly Zone, NFZ) in Libyen vom 24. März 2011

Regierungstruppen führten Artillerieangriffe auf az-Zintan und Misrata fort. Auch aus Adschdabiya wurden neue Angriffe von Regierungstruppen gemeldet, nachdem sich dort Aufständische umgruppiert hatten.
Die Lage in Adschdabiya war immer noch unklar. Die Stadt werde von Regierungstruppen belagert, man hoffe auf das Eintreffen von Truppen der Aufständischen aus Bengasi. In Tobruk sollen sich Kräfte der Aufständischen mit Vertretern des UN-Sicherheitsrates getroffen haben, um humanitäre Probleme und Maßnahmen zu diskutieren. Seit von Frankreich eine Schlüsselrolle in der Koalition gegen Libyen übernommen wurde, hat das Land Drohungen erhalten. Diese sind laut dem Ministerpräsidenten François Fillon unkonkret. Das Engagement in Libyen kann Auswirkungen im Inland haben, wie Fillon warnte.
Auf einer gemeinsamen Pressekonferenz mit Sergei Lawrow forderte der algerische Außenminister Mourad Medelci die sofortige Einstellung der ausländischen Militärintervention in Libyen. Die alliierten Luftschläge hätten die Krise des Landes nur noch verstärkt.
Zum ersten Mal hat nach Mitteilung des UN-Büros in Kairo der UN-Sonderbeauftragte für Libyen Abdul Ilah al-Chatib Gespräche mit den Aufständischen aufgenommen. Al-Chatib traf in Tobruk mit Mustafa Abd al-Dschalil, dem Vorsitzenden des Nationalen Übergangsrats, und anderen Vertretern der Rebellen zusammen.
Der UN-Sicherheitsrat lehnte eine von Libyens Außenminister Mussa Kussa wegen des Vorgehens der internationalen Militärallianz geforderte Dringlichkeitssitzung ab. Mussa Kussa hatte in einem Schreiben an den Sicherheitsrat die Darstellung abgegeben, es würden von Frankreich und den Vereinigten Staaten im Rahmen einer militärischen Aggression zivile Ziele bombardiert.
Weniger als 12 Stunden nach Abreise von Barack Obama forderte das brasilianische Außenministerium eine schnellstmögliche Waffenruhe in Libyen. Der Weg für eine Lösung der Krise durch Dialog sollte dadurch frei gemacht und der Schutz der Zivilbevölkerung garantiert werden. Eine ähnliche Erklärung gab das chinesische Außenministerium ab. Der Militäreinsatz könne vor allem zu zivilen Opfern und einer humanitären Krise führen.
Das britische Parlament stimmte mit großer Mehrheit für das militärische Eingreifen in Libyen (570 Ja-Stimmen, 13 Gegenstimmen).

#### 23. März – libysche Luftwaffe ausgeschaltet
Der Kommandant der britischen Luftstreitkräfte, Greg Bagwell, erklärte, dass die libysche Luftwaffe ausgeschaltet sei.
Man werde sich nun auf die Geschehnisse am Boden konzentrieren. Das Ziel sei, die „unschuldigen Menschen in Libyen“ zu schützen. Dazu werde man die libyschen Bodentruppen angreifen, „wann immer sie Zivilisten bedrohen oder sich besiedelten Zentren nähern“. In der Financial Times schrieb der US-Diplomat Philip D. Zelikow bereits am 15. März vor der Erteilung des UN-Mandats zur Errichtung der Flugverbotszone („no fly zone“) auch von einer Fahrverbotszone („no-drive zone“), die notwendig sei, um die von den Aufständischen eroberten Gebiete zu schützen.
In Bengasi wurde der Ökonom Mahmud Dschibril von den Aufständischen zum Chef einer provisorischen Regierung ernannt.
Die NATO begann mit der Durchsetzung des Waffenembargos. Es wurden zwei Schiffsverbände für die Operation abgestellt, die vom regionalen NATO-Hauptquartier in Neapel aus befehligt werden. Die Türkei nimmt an dem Einsatz mit einem U-Boot und fünf weiteren Schiffen teil.
Schweden hat Vermögenswerte des libyschen Regimes im Umfang von rund zehn Milliarden Kronen (1,7 Milliarden Schweizer Franken) laut Pressebericht vom 23. März 2011 eingefroren. Jonatan Holst, ein Sprecher der Finanzaufsicht, teilte mit, möglicherweise sei noch mehr Geld des libyschen Regimes in Schweden versteckt. Einzelheiten wurden nicht genannt. Ab dem 2. März 2011 waren die schwedischen Unternehmen von der Finanzaufsicht aufgefordert, alle finanziellen Verbindungen zu Libyen zu melden.

#### 24. März – Rebellen bekommen internationale Kredite angeboten
Gemäß dem designierten Finanzminister des Nationalen Übergangsrats, Ali Tarhouni, haben verschiedene Staaten signalisiert, dass sie den Aufständischen bei Bedarf Kredite gewähren würden. Die britische Regierung habe zudem 777 Millionen Euro aus beschlagnahmten libyschen Vermögenswerten zugesagt.

#### 26. März – Rebellen erobern Brega und Adschdabiya, Vergewaltigungsvorwürfe auf Gaddifis Pressekonferenz
Adschdabiya wurde von den Rebellen zurückerobert. Am Erfolg der Rückeroberung hatten die internationalen Luftangriffe maßgeblichen Anteil. Auch Brega wurde von den Rebellen eingenommen. Die östlichste, noch in Regierungshänden befindliche Stadt ist mittlerweile Al-Bisher.
Der Nationale Übergangsrat kündigt den Abschluss eines Vertrages mit Katar an, gemäß dem das Emirat die Vermarktung des im Osten Libyens geförderten Öls übernehmen werde.
In Tripolis klagte die Juristin Iman al-Obeidi während einer Pressekonferenz im Rixos Hotel über Misshandlungen und Vergewaltigung, sie wurde von Sicherheitskräften überwältigt.

#### 27. März – Rebellen erobern westliche Ölhäfen, schließen Ölvertrag mit Katar
Die Rebellen übernahmen die Kontrolle über die strategisch wichtigen Ölhäfen Ras Lanuf, Al-Sidra und Ben Dschawad sowie An-Nufalija. Damit standen sie wieder soweit westlich wie vor der am 6. März gestarteten Gegenoffensive der Regierungstruppen.

#### 28. März – Kämpfe bei Sirte, Misrata, Übergangsrat von Katar anerkannt
Die Lage um die Stadt Sirte ist unklar, nachdem am Vortag militärische Ziele durch die Koalition bombardiert worden waren und die Rebellen weiter vorstoßen konnten.
Aus Misrata werden Kämpfe zwischen Regierungstruppen und Rebellen gemeldet.
Als erstes arabisches Land hat Katar den von Aufständischen gegründeten Nationalrat als legitimen Repräsentanten Libyens anerkannt. In der Stellungnahme des katarischen Außenministeriums, aus der dies hervorgeht, hieß es dazu weiter, die Führung der Aufständischen vertrete alle Regionen Libyens und werde von der Bevölkerung akzeptiert.
Der türkische Ministerpräsident Erdoğan hat gegenüber einer britischen Zeitung bekundet, er sei bereit, auf eine baldige Waffenruhe hinzuwirken.

#### 29. März – US-interne Zweifel
Außenminister Mussa Kussa erklärte am 29. März 2011 in einem Schreiben an UN-Generalsekretär Ban Ki-moon, der vom Regime in Tripolis ernannte libysche UN-Botschafter Ali Abdussalam Treki habe von den USA kein Visum erhalten und werde durch Miguel d’Escoto Brockmann ersetzt. Brockmann war von 2008 bis 2009 Vorsitzender der UN-Generalversammlung und ist ein ehemaliger Außenminister der sandinistischen Regierung Nicaraguas.
Barack Obama gerät wegen Libyen unter innenpolitischen Druck. Die Washington Post zitierte ungenannte US-Regierungsmitglieder, die einen Sieg der Rebellen für eher unwahrscheinlich halten. Ferner wird über eine Exillösung für Gaddafi nachgedacht. Aus Sirte wird berichtet, dass sich Gaddafis Truppen dort eingraben und in der Stadt Panzer in Stellung bringen. Der Angriff der Rebellen wird abgewehrt.

#### 30. März – Regierung erobert mit neuer PKW-Taktik Ras Lanuf, Rebellen auf Rückzug
Den Regierungstruppen gelang es, die Offensive der Aufständischen zu stoppen und den Ölhafen Ras Lanuf wieder unter ihre Kontrolle zu bringen. Die Aufständischen sammelten sich in Brega und baten den Westen um wirksamere Waffen. Zu der Frage, ob Waffenlieferungen an die Aufständischen mit Resolution 1973 vereinbar seien, herrscht in den UN Uneinigkeit. Gegen Waffenlieferungen spricht, dass man dann auch Ausbilder nach Libyen entsenden müsse, um die Aufständischen an den Waffen zu trainieren. Es gibt auch Bedenken, dass die Waffen in die Hände von Terroristen fallen könnten. Unter die Rebellen könnten sich auch Mitglieder der al-Qaida und der Hisbollah-Bewegung gemischt haben, sagte James Stavridis.
Am späten Nachmittag wurde gemeldet, dass die Aufständischen auch aus Brega geflohen seien und sich in Richtung Adschdabiya zurückgezogen haben.
Als Grund für die überraschenden Erfolge bei der Rückeroberung gilt eine von Saadi al Gaddafi durchgesetzte Änderung der Taktik der Regierungstruppen. Anstatt schwerer Infanterie mit Panzern und Panzerwagen, die ein leichtes Ziel für die alliierten Jagdbomber darstellen, greifen jetzt kleine, schnelle, wendige Einheiten mit großer Schlagkraft an, die kaum von den Aufständischen zu unterscheiden sind.
Uganda bot als erstes Land Oberst Gaddafi offiziell Asyl an. Ein Sprecher des Präsidenten Tamale Mirundi sagte, Gaddafi sei in Uganda willkommen.
Der libysche Außenminister Mussa Kussa setzte sich nach London ab und verkündete seinen Rücktritt. Zunächst hieß es, er wolle einen Asylantrag stellen. Er sei geflohen, weil er gegen die Angriffe auf Zivilisten gewesen sei. Britische Behörden teilten mit, Mussa Kussa genieße keine Immunität und könne strafrechtlich verfolgt werden. Derzeit werde er befragt. Mussa Kussa ist von dem mit der Resolution 1970 des UN-Sicherheitsrats verhängten Reiseverbot nicht betroffen, jedoch wurde Mitte März 2011 sein gesamtes unter US-Jurisdiktion stehendes Vermögen eingefroren und US-Bürgern ist seither jegliche Geschäftsbeziehung mit ihm untersagt.

#### 31. März – Brega umkämpft, USA kündigen Einsatzende an
In der Hafenstadt Brega fanden Straßenkämpfe statt. Es war nicht auszumachen, wer die Kontrolle über die Hafenanlagen hatte.
Ali Abdessalam Treki, ein früherer Außenminister und zeitweiliger Vorsitzender der UN-Generalversammlung, der als libyscher UN-Botschafter anstelle des abtrünnigen Amtsvorgängers Abdel Rahman Shalgham bestellt worden war, erklärte seinen „Rücktritt“. Laut Al Jazeera trat Treki zurück und floh nach Ägypten. In einer Stellungnahme, die sein Neffe an Reuters übermittelte, äußerte er, er lehne es ab, irgendeine offizielle Position zu übernehmen und er verurteile das Blutvergießen. Zunächst war auf verschiedenen Internetseiten der libyschen Opposition eine Stellungnahme Trekis verbreitet worden, in der er es ablehnte, die Aufgabe eines UN-Botschafters oder irgendeine andere Aufgabe anzunehmen. Er war seit 2004 Libyens Minister für Angelegenheiten der Afrikanischen Union.
US-Generalstabschef Admiral Mike Mullen sprach sich gegen Waffenlieferungen an die Aufständischen aus und kündigte an, dass die USA ihre Kampfeinsätze in Libyen ab dem 3. April beenden werden, nur noch eine rein unterstützende Rolle spielen wollen und nur auf Bitten der NATO-Führung wieder Angriffe in Libyen fliegen würden.
Der UN-Sondergesandte Abdul Ilah al-Chatib besuchte Tripolis, wo er sich für einen Waffenstillstand, ein Ende der Belagerung von Städten im Westen und für einen freien Zugang zu humanitärer Hilfe einsetzte.

### April

#### 1. April – Rebellen für Waffenstillstand, UN-Botschafter, Misrata umkämpft, Ex-Energieminister flieht
Die Aufständischen erklärten sich erstmals zu einem Waffenstillstand bereit.
Der Erklärung ging ein Gespräch zwischen dem Vorsitzenden des Nationalen Übergangsrats Mustafa Abd al-Dschalil und UN-Unterhändler Abdul Ilah Chatib voraus. Als Bedingungen nannte Dschalil den Rückzug des libyschen Militärs aus allen von ihnen zuvor besetzten Städten, also auch aus den westlichen Städten. Außerdem forderte er die Verbannung von Muammar al-Gaddafi und seinen Söhnen ins Exil. Sollte das Militär auf diese Forderungen nicht eingehen, forderte Dschalil ausländische Waffenlieferungen für die Rebellen.
Der libysche Informationsminister Moussa Ibrahim wies diese Rückzugs- und Waffenstillstandsforderungen zurück: „Wenn das nicht verrückt ist, dann weiß ich nicht, was es ist. Wir werden unsere Städte nicht verlassen.“
Nachdem die Rebellen am 30. März 2011 behaupteten, den Blockadering um Misrata durchbrochen zu haben, räumten sie am 1. April 2011 ein, dass Regierungstruppen noch das Stadtzentrum kontrollierten.
Nach Angaben der Vereinten Nationen wird Miguel d’Escoto Brockmann, der als neuer UN-Botschafter Libyens im Gespräch war, nun sein eigenes Land (Nicaragua) als Vizebotschafter bei der UNO vertreten.
Der frühere libysche Energieminister Fathi Ben Schatwan floh am 1. April mit einem Fischerboot aus dem umkämpften Misrata nach Malta. Er wolle von nun an, wie er im Interview mit AFP sagte, „der Opposition helfen, wo [er] nur kann.“

#### 2. April – Kämpfe bei Misrata & Brega, Rebellen haben Telefonnetz und erhalten Waffenlieferungen und Training
Nach Angaben der Rebellen sollen drei Angriffe der Regierungstruppen auf das Stadtzentrum von Misrata zurückgeschlagen worden sein, auch um Brega soll es wieder heftige Kämpfe gegeben haben.
Rebellen betreiben seit 2. April 2011 ein eigenes Mobilfunknetzwerk (Free Libyana) im Osten. Anrufe werden von Etisalat einer Firma der Arabischen Emirate verarbeitet.
Wie das Magazin Focus berichtet, habe Ägypten in Abstimmung mit den Vereinigten Staaten und ungeachtet der laufenden Diskussion längst damit begonnen, Waffen an die libyschen Aufständischen zu liefern. Wie Al Jazeera unter Berufung auf die Rebellen berichtet, sollen sich auch US-amerikanische und ägyptische Spezialeinheiten und Geheimkommandos im Osten Libyens aufhalten, welche die Rebellen trainieren.
NATO tötet 13 Rebellen bei Luftschlägen nahe Brega.

#### 3. April – Brega umkämpft, USA verlängern Libyen-Einsatz
Es wurde über anhaltende Kämpfe um Brega berichtet, nach Angaben der Rebellen soll der Großteil der Hafenstadt wieder unter ihrer Kontrolle sein.
Ferner berichteten den Rebellen nahestehende Medien über fortgesetzte Angriffe von Regierungstruppen auf az-Zintan und Misrata, wobei durch Beschuss Lebensmittellager und Versorgungseinrichtungen zerstört worden sein sollen.
Der amtierende libysche Außenminister Abdelati al-Obeidi traf mit dem griechischen Ministerpräsidenten Giorgos Papandreou zusammen. Er überbrachte laut einem Vertreter der griechischen Regierung eine Botschaft von Oberst Gaddafi: Das Regime strebe „ein Ende der Kämpfe mit den Aufständischen an.“ Der griechische Außenminister Dimitris Droutsas gab die Einschätzung ab, nach dem Inhalt der Gespräche strebe das Regime Gaddafis offenbar eine Lösung des Konflikts an. Al-Obeidi werde weiter in die Türkei und nach Malta reisen.
Die USA haben auf Bitten der NATO ihre Teilnahme am Einsatz in Libyen um 48 Stunden bis zum 4. April verlängert.

#### 4. April – Nalut umkämpft, Übergangsrat durch Italien anerkannt
Regierungstruppen beschossen Städte in der westlichen Bergregion al-Dschabal al-Gharbi mit Grad-Raketen. Rebellen aus Sintan und Dschado kamen zur Unterstützung nach Nalut. Regierungstruppen nahmen Ketla ein.
Nach Frankreich und Katar bot Italien dem Interimsrat der Opposition diplomatische Anerkennung an.
Die USA hoben die am 15. März verhängten Finanzsanktionen gegen Mussa Kussa auf, weil er „die Verbindungen gekappt hat, die ihn mit dem Gaddafi-Regime verbanden“.
Informationsminister Moussa Ibrahim sagte, es könne über vieles gesprochen werden: wie Libyen regiert werde, welches politische System im Land herrschen solle. „Wir können alles haben: Wahlen, Referendum und so weiter“. Ein Rücktritt von Oberst Gaddafi stehe aber nicht zur Debatte. Gaddafi sei „Garant für die Einheit des Volkes und der Stämme“ und „sehr wichtig, um jeden denkbaren Übergang zu einem demokratischen und transparenten Modell zu lenken“. Die Aufständischen sollen jede diplomatische Lösung zurückgewiesen haben, bei der Oberst Gaddafi und seine Familie an der Macht bleiben würde. Ein Sprecher des Übergangsrats soll in Bengasi auch einen Übergangsprozess mit Saif al-Islam al-Gaddafi ausgeschlossen haben, selbst wenn dieser den Machtverzicht seines Vaters Muammar al-Gaddafi einschließen würde.

#### 5. April – NATO-Fazit: 30% des libyschen Militärs zerstört, Regierung erobert Brega, Misrata & Kufra-Oasen umkämpft
Brigadegeneral Mark van Uhm zog im NATO-Hauptquartier SHAPE ein vorläufiges Fazit: Das libysche Militär habe 30 Prozent weniger Kapazität als vor Beginn der UN-Luftschläge. Die Zivilbevölkerung trat für die Regierungstruppen als Schutzschild auf. Schwere Waffen und Panzer wurden nicht mehr bewegt, sondern in dichtbesiedelten Arealen (Stadtzentren) versteckt. Die neue Strategie bestehe darin, Soldaten mit Personenautos und Kleintransportern in den Osten des Landes zu schicken, um dort mit leichten Waffen gegen die Rebellen zu kämpfen. Die NATO könne daher praktisch nur auf Sicht ihre Waffen einsetzen, was auch wetterbedingt am Vortag dazu führte, dass die eingesetzten Kampfflugzeuge überwiegend ihre Waffen nicht anwendeten. Das UN-Bündnis verstärkte die Luftaufklärung.
Brega war weiterhin heftig umkämpft, die Rebellen sollen die erst am Vortag eroberte Stadt wieder an die Regierungstruppen verloren haben. Die Regierungstruppen setzten bei ihrem Angriff offenbar Panzer und Raketenwerfer ein. Auch wenn die Rebellenseite teilweise ebenfalls „schwere Waffen“ heranführte, wurde nach wie vor ihre waffentechnische Unterlegenheit geschildert.
Die Lage der Bevölkerung im eingeschlossenen Misrata, das einmal mehr Schauplatz blutiger Gefechte war, wurde von Augenzeugen als immer dramatischer geschildert. Nachdem einige Tage vorher in den Kufra-Oasen Elitesoldaten angeblich zu den Rebellen übergelaufen waren, berichtete nun eine Oppositionswebsite von Kämpfen zwischen Aufständischen und Regierungstruppen in den Kufra-Oasen.
Der türkische Außenminister Ahmet Davutoglu bewertete nach Gesprächen in Tripolis die Chancen einer friedlichen Lösung skeptisch. Ein Treffen mit Vertretern der Aufständischen ist für die nächste Woche geplant.
Der auf Schifffahrt spezialisierte Datenanbieter Lloyd’s List Intelligence bestätigte die Wiederaufnahme von Ölexporten aus Libyen nach fast drei Wochen durch die Ankunft eines Tankers im Osten Libyens.

#### 6. April – Rebellen-Vorwürfe an UN: Misrata droht Ausrottung, neuer Außenminister eingesetzt, SAS-Training für Rebellen
Misrata drohe die „Ausrottung im wahrsten Sinne des Wortes“, so Rebellenführer Abdul-Fatah Younis. Er warf der NATO vor, die Menschen im belagerten Misrata dem Verderben preiszugeben: „Wenn die Nato die Blockade der Stadt brechen wollte, hätte sie das schon vor einigen Tagen gemacht.“ Doch die NATO begnüge sich mit vereinzelten Angriffen auf Regierungstruppen.
Der Nationale Übergangsrat forderte die Freilassung von 20.000 politischen Gefangenen, die in Tripolis im Abu-Salim-Gefängnis, Zara-Gefängnis, der Polizei-Akademie, der ehemaligen Tabakfabrik in Tripolis und anderen tripolischen Militäreinrichtungen hungern, frieren und gefoltert würden.
Der Vizeminister für europäische Angelegenheiten, Abdelati Obeidi, wurde als neuer libyscher Außenminister eingesetzt.
Der ehemalige Kongressabgeordnete Curt Weldon reiste nach Tripolis, um einen Waffenstillstand zu vermitteln. Sein Plan sieht vor, dass die libysche Armee sich aus umkämpften Städten zurückzieht und die Rebellen nicht mehr versuchen dürften, weiter vorzudringen. Dann solle sich der libysche Premier Baghdadi al-Mahmoudi unter UN-Ägide mit führenden Köpfen der Opposition treffen, um einen Zeitplan für Präsidentenwahlen auszuarbeiten. Für Gaddafis Sohn Saif al-Islam al-Gaddafi ist eine „konstruktive Rolle“ vorgesehen, etwa als Mitglied einer Verfassungskommission.
Aus Kreisen der britischen Regierung wurden Überlegungen bekannt, wonach Kämpfer der Aufständischen in arabischen Ländern trainiert werden sollen. Die Ausbildung würden ehemalige Elitesoldaten des Special Air Service im Auftrag einer Söldneragentur übernehmen. Die Hoffnung ist, dass die Aufständischen bei Gesprächen über einen Waffenstillstand eine günstigere Verhandlungsposition haben, wenn sie militärisch schlagkräftiger sind. Dass es früher oder später zu Verhandlungen über einen Waffenstillstand kommt, gilt als sicher, weil sich zeigt, dass keine der beiden Seiten den Gegner militärisch besiegen kann.

#### 7. April – NATO-Luftschlag tötet erneut Rebellen
Zum zweiten Mal wurden Rebellen in einem Panzerkonvoi nahe Adschdabiya durch einen NATO-Luftschlag getötet.

#### 8. April – türkischer Friedensplan scheitert
Russell Harding, der britische Konteradmiral und stellvertretender Kommandant des internationalen Militäreinsatzes in Libyen erklärte, dass er sich nicht für einen Luftangriff entschuldigen werde, bei dem auf der Straße zwischen Adschdabiya und Brega mehr als zehn Rebellen getötet wurden, die in Panzern unterwegs waren. „Bis gestern hatten wir keine Ahnung, dass die Aufständischen Panzer benutzen. … Unsere Aufgabe ist der Schutz von Zivilisten. Und Panzer sind in der Vergangenheit benutzt worden, um Zivilisten anzugreifen.“ Harding lehnte auch eine bessere Kommunikation mit den Rebellen ab: „Wir, die wir Zivilisten mit welchen Überzeugungen auch immer zu schützen versuchen, haben nicht die Aufgabe, die Kommunikation mit den Rebellen zu verbessern.“ Nach Darstellung eines Kommandeurs der Rebellen wusste die NATO, dass die Aufständischen mit T-55 und T-72-Panzern von Bengasi nach Brega unterwegs gewesen waren. Man sei auch dem Ratschlag der NATO gefolgt, eine gelbe Markierung auf den Dächern der Fahrzeuge anzubringen, um die Gefahr irrtümlichen Beschusses zu senken.
Die Rebellen erteilten einem von der Türkei vorgestellten „Friedensfahrplan“ eine Absage. Solange Gaddafi nicht zurückgetreten sei oder Libyen verlassen habe, werde es keine politischen Gespräche geben. Der Fahrplan sah einen raschen Waffenstillstand, humanitäre Korridore und den Beginn eines Demokratisierungsprozesses vor. Zwei Tage davor war in Bengasi ein türkisches Schiff mit Hilfsgütern abgewiesen worden, sodass es seine Ladung nicht löschen konnte. Der Nationale Übergangsrat hatte die Türkei zuvor mehrfach vergebens aufgefordert, auf Distanz zu der libyschen Regierung zu gehen. Für Verärgerung sorgte außerdem, dass die türkische Marine ein Schiff der Rebellen mit Nahrung, Medizin und Waffen an Bord auf dem Weg von Bengasi in die belagerte Stadt Misrata zur Umkehr gezwungen hatte. Die Türkei ist gegen Waffenlieferungen an die Aufständischen und beteiligt sich an der Durchsetzung des Waffenembargos im Mittelmeer.
Die EU-Außenbeauftragte Catherine Ashton erklärte am 8. April in einem Brief an UN-Generalsekretär Ban Ki-moon, die EU sei bereit, „notfalls auch mit militärischen Mitteln“ humanitäre Hilfe für Misrata zu leisten.

#### 9. April – Rebellen-Hubschrauber abgeschossen, Kämpfe um Adschdabija
Regierungstruppen schossen bei Brega zwei Militärhubschrauber der Rebellen ab. Der libysche Vize-Außenminister Khaled Kaim warf der NATO vor, dass sie den Aufständischen die Verletzung der Flugverbotszone erlaubt habe. Bei Bengasi fingen NATO-Kampfflugzeuge einen Kampfjet der Rebellen ab und zwangen ihn zur Landung.
Regierungstruppen sollen nach Erfolgen bei Brega inzwischen auch wieder Adschdabija eingeschlossen bzw. zurückerobert haben.

#### 10. April – Rebellen erobern Adschdabiya, Misrata umkämpft
Regierungstruppen sollen aus Adschdabiya vertrieben worden sein. Nach Rebellen-Angaben sei dies wesentlich mit NATO-Luftunterstützung gelungen. Nach NATO-Angaben sollen bei Luftangriffen um Adschdabiya und Misrata 20 Panzer der libyschen Regierungstruppen vernichtet worden sein.

#### 11. April – Hilfslieferung erreicht Misrata, Aznar kritisiert Westen
Im Hafen Misratas legte ein Schiff des Internationalen Komitees vom Roten Kreuz mit medizinischen Hilfsmitteln an.
In der Columbia-Universität kritisierte José María Aznar, der konservative Ex-Ministerpräsident Spaniens, den Westen für das Fallenlassen von „Freunden“ wie Ben Ali, Husni Mubarak oder des „extravaganten Freund[s]“ Muammar al-Gaddafis, während man Diktaturen in Syrien, Iran, Venezuela und Kuba an der Macht halte.

#### 12. April
Pro-Gaddafi Kräfte beschossen die westlichen Zugänge zu Adschdabiya. Die Rebellen nahmen Stellungen 40 km (24 Meilen) westlich der strategisch wichtigen Stadt ein. Nach den Auseinandersetzungen mit regimetreuen Kräften kam es zu mindestens drei Toten. Auch in Misrata kam es zu heftigen Feuergefechten. Angekündigte mögliche Hilfsaktionen der EU für die umkämpfte Stadt will die libysche Regierung mit Gewalt verhindern.
Die Rebellen monieren die mangelnde bzw. nachlassende Unterstützung des internationalen Militäreinsatz der NATO in Libyen. Auch Frankreich und Großbritannien mahnten ein stärkeres Engagement der NATO an, um die Zivilbevölkerung besser schützen zu können. In Doha, der Hauptstadt Katars, traf sich erstmals die neugebildete Libyen-Kontaktgruppe zu Beratungen. Der Sprecher des oppositionellen Libyschen Nationalrats Mahmud Awad Schammam schlug vor, die humanitäre Hilfe könnte auch im Gegenzug für Öl-Lieferungen erfolgen. Die Rebellenvertreter forderten außerdem erneut den Rücktritt Gaddafis. Diesen lehnte der Diktator kategorisch ab. Sein Sohn Saif al-Islam bezeichnete die Forderung als lächerlich.

#### 13. April
Mehrere NATO-Luftangriffe wurden gegen Munitionsbunker der Regierungstruppen 13 km (8,1 Meilen) von Tripolis durchgeführt. Das Pentagon erklärte, die US-Kampfjets hätten die Libyschen Luftverteidigung durchbrochen. Die NATO übernahm das Kommando über die internationalen Einsätze in Libyen.

#### 14. April – Misrata umkämpft, Einsatz von Streumunition
Der Hafen, letzte Außenweltverbindung des belagerten Misrata, stand unter Granatenbeschuss und musste geschlossen werden. Die Versorgungslage (Wasser, Strom, Medikamente etc.) in Misrata ist seit Wochen kritisch. Laut Human Rights Watch wurden das Schawahda-Viertel mit mindestens drei international geächteten spanischen MAT-120-Streubomben beschossen.
Die NATO bombardierte Tripolis, dabei gab es eine heftige Explosion nahe einer Residenz Gaddafis.

#### 15. April – Rebellen erfolglos
Die Rebellen kommen nicht weiter voran und können somit keine weiteren Gebiete einnehmen. Zudem werden viele Gegner Gaddafis von den Regierungstruppen getötet.
Frankreich, Großbritannien und die USA fordern Gaddafis Rücktritt. Hillary Clinton, Außenministerin der USA, will humanitäre Maßnahmen zur Unterstützung der Zivilbevölkerung einleiten. Der NATO-Generalsekretär Anders Fogh Rasmussen sagt: „Die Attacken gegen die Zivilisten hören erst auf, wenn Gaddafi abgesetzt ist. Die Zukunft Libyens liegt im Volk, nicht in Gaddafi“.

#### 16. April – Misrata umkämpft
Mindestens 100 Grad-Raketen wurden auf Misrata abgefeuert. Gaddafitreue Fußsoldaten wurden im Stadtzentrum Misratas gesehen.

#### 17. April – Adschdabiya und Misrata umkämpft, Cameron gegen Bodentruppen
Das von Aufständischen gehaltene Adschdabiya wurde weiter von Regierungstruppen beschossen. Auch aus Misrata wurden heftige Gefechte gemeldet. Menschenrechtler und Kämpfer der Rebellen berichteten, bei den Angriffen sei auch international geächtete Streumunition im Einsatz.
Der britische Premierminister David Cameron schloss eine Invasion oder Besetzung Libyens durch Bodentruppen aus. José María Aznars Äußerungen vom 11. April stoßen auf Empörung bei der spanischen Regierung und den Medien.

#### 18. April – Pläne der EU für eine Hilfsmission für Misrata
Die humanitäre Lage hat sich in Misrata extrem verschlechtert. Aufgrund des andauernden Beschusses durch regimetreue libysche Kräfte sei die Lage in der Stadt, wie auch der Zustand der medizinischen Versorgung, immer verzweifelter, sagte ein Sprecher der Opposition. Die britische Vertretung bei der UNO kündigte an, 5000 hilfsbedürftige Menschen sowie ausländische Gastarbeiter aus dem belagerten Misrata in befreite ostlibysche Städte wie Bengasi zu evakuieren.
Im Vorgriff auf eine Entscheidung der UN über eine Hilfsmission für Misrata hat die Europäische Union Pläne für den Einsatz von bis zu 1000 Soldaten bei einer solchen Mission ausgearbeitet. Ihre Aufgabe soll die Sicherung von Land- und Seekorridoren in die belagerte Stadt sein.
Drei libysche Offiziere, darunter ein Oberst, setzten sich zusammen mit mehreren Zivilisten nach Tunesien ab.

#### 19. April
UNICEF erklärte in einen Bericht, dass mindestens zwanzig Kinder in wochenlangen Kämpfen in Misrata getötet worden sind. Viele weitere wurden schwer verletzt und sind durch die Ereignisse stark traumatisiert. Die meisten Toten und Verletzten sind aufgrund von Schussverletzungen und Granatsplittern zu Schaden gekommen. Es soll dabei auch die international geächtete Streumunition eingesetzt worden sein. In den vergangenen zwei Wochen waren die meisten der getöteten Kinder jünger als zehn Jahre, das jüngste Opfer erst neun Monate alt. Des Weiteren prangerte die NATO die schmutzige Kriegsführung der regimetreuen Truppen an. Gaddafi-Soldaten würden sich auch als Zivilisten verkleiden und in der Nähe von Krankenhäusern verstecken, sowie von Moscheedächern schießen und auch Kinder und Frauen, als menschliche Schutzschilde missbrauchen. Großbritannien will seine Präsenz in Libyen mit Militärberatern an der Seite der Rebellen aufbauen. Die EU hat sich bereit erklärt, wenn sie von den Vereinten Nationen gefordert werden sollen, für die humanitäre Hilfe, auch Einsatzkräfte nach Libyen zu schicken.

#### 20. April
Die Fotografen Tim Hetherington und Chris Hondros wurden in Misrata von einer Mörsergranate tödlich getroffen.

#### 21. April – USA beginnen Drohnenangriffe
US-Verteidigungsminister Robert Gates gab am 21. April bekannt, dass Präsident Obama den Einsatz von Predator-Drohnen in Libyen autorisiert hat.

#### 22. April – Sarkozy plant Besuch
US-Senator John McCain forderte die internationale Gemeinschaft auf, den Nationalen Übergangsrat als rechtmäßigen Vertreter des Landes zu akzeptieren. Frankreichs Präsident Sarkozy wurde nach Medienberichten am 20. April vom Übergangsrat eingeladen und plane einen Besuch in Bengasi. Nähere Angaben zu dem Reiseplan wurden in Paris nicht gemacht.

#### 23. April
Der stellvertretende Außenminister Chaled Kaim sagte, die „chirurgische Lösung“, die man bisher in Misrata angestrebt habe, könne angesichts der NATO-Luftangriffe nicht funktionieren. Er kündigte an, dass die libysche Armee es den Stämmen rund um Misrata und dem Volk von Misratra überlassen werde, mit der Situation in der Hafenstadt klarzukommen. Dieser Entscheidung sei ein an die Regierung gerichtetes Ultimatum der Stammesführer vorausgegangen, mit dem sie gefordert hätten, die Streitkräfte müssten zur Seite treten, wenn sie die Kontrolle über Misrata nicht zurückgewinnen könnten. Die Stämme seien darüber erbost, dass die Kämpfe das Leben der Menschen nun schon seit Wochen beeinträchtigen und der Handel in der Stadt zum Erliegen gekommen ist. Die Stammesführer hätten gesagt, dass der Seehafen für alle Libyer da sei und nicht nur für die Aufständischen. Beobachter vermuten, dass Kaim sich besonders auf dem Stamm der Warfalla bezog.

#### 24. April
Die Entführung eines Flugzeugs der Alitalia von Paris mit Ziel nach Rom wird verhindert. Der Täter wollte offenbar das Flugzeug nach Tripolis entführen. Die Entführung steht aber offenbar in keinem direkten Zusammenhang zum Gaddafi-Regime.

#### 25. April
Der vom Machthaber Gaddafi angekündigte Abzug der Regierungstruppen aus Misrata, stellte sich als Ablenkungsmanöver heraus. Die Heftigkeit der Gefechte nahm nach der Ankündigung des Rückzuges in der Stadt dafür wieder an Schärfe zu. Nach Augenzeugenberichten wurden an diesem Tag etwa 30 Menschen durch Raketen- und Artillerieangriffe der Gaddafi-Truppen getötet.

#### 26. April
Nach einem Medienbericht haben die libyschen Gaddafi-Gegner die Fühler ausgestreckt, um mit Hilfe der Gemeinschaft Sant’Egidio nach einer friedlichen Lösung für den Bürgerkrieg zu suchen. Der Vorsitzende des Nationalen Übergangsrats soll mit der Gemeinschaft ein Treffen vereinbart haben. Am Rande des Treffens der Staatschefs von Italien und Frankreich zu Gesprächen in Rom wurde über die Entscheidung Italiens berichtet, Flugzeuge der italienischen Luftwaffe nun auch an Kampfeinsätzen teilnehmen zu lassen.

#### 27. April
Gaddafi-Kräfte führen eine Offensive gegen die Rebellen in Misrata. Im Westen der Stadt Misrata kam es zu schweren Angriffen durch regierungstreue Einheiten mit Mörsergranaten und zu heftigen Gefechten mit den Rebellen.

#### 28. April
Italienische Tornados, die vom sizilianischen Trappani gestartet waren, beteiligten sich erstmals an Angriffen auf Bodenziele in Libyen.

#### 29. April
Die Kämpfer der libyschen Opposition eroberten einen wichtigen Kontrollpunkt an der Straße von Adschdabiya, westwärts in Richtung Brega, der bisher von Gaddafi-Truppen gehalten wurde. Es zeichnet sich ein Patt zwischen den rivalisierten Kräften ab. Die Oppositionskämpfer errichteten westlich von Adschdabiya feste Stellungen, um sich gegen erneute Angriffe verteidigen zu können.
An der Grenze zu Tunesien, an den dortigen Grenzposten und der Stadt Wazzan, kam es zu Gefechten zwischen libyschen und tunesischen Regierungstruppen.
In der Stadt Zintan in der Dschabal Nafusa kam es ebenfalls zu starken Gefechten und NATO-Luftangriffen auf Gaddafi-Kräfte.
Im staatlichen libyschen Fernsehen drohte man, jedes Schiff anzugreifen, was in den Hafen der umkämpften Stadt Misrata einlaufen will.

#### 30. April
Bei einem Luftangriff der NATO auf die Residenz von Muammar al-Gaddafi in Tripolis werden dessen Sohn Saif al-Arab und drei Enkel Gaddafis getötet.

### Mai

#### 1. Mai
Die NATO erklärte, dass die libysche Regierung keine Beweise für den Tod des jüngsten Gaddafi-Sohns Saif al-Arab und seiner drei Enkelkinder habe. Außerdem sind die erklärten Ziele der Angriffe, immer nur rein militärische Anlagen. Wenn die libysche Regierung ihre „Residenzen“ mit unterirdischen Bunkern, als Kommando- und Kontrollzentren nutze, müsse sie auch die Konsequenzen dafür tragen. Der libysche Machthaber Gaddafi drohte Italien und Großbritannien Vergeltung für ihre Kriegsbeteiligung an. Die leerstehenden britischen und italienischen Botschaften in Tripolis wurden darauf hin von aufgebrachten Pro-Gaddafi-Demonstranten angegriffen und zerstört. Großbritannien wies darauf hin den libyschen Botschafter aus und erklärte ihn zur „persona non grata“.

#### 2. Mai
In Tripolis hat die libysche Regierung nun offiziell die Identität der drei angeblich von der NATO getöteten Gaddafi-Enkel bekanntgegeben. Es soll sich dabei um die zweijährige Karthage, die Tochter von Gaddafis Sohn Hannibal, die sechs Monate alte Mastura, Tochter von Gaddafis Tochter Aisha und um den 15 Monate alten Saif Mohammed, Sohn von Gaddafis Sohn Mohammed, handeln. Sie wurden mit einer öffentlichen Trauerkundgebung beigesetzt. Beim Trauermarsch für den 29-jährigen Gaddafi-Sohn Saif al-Arab zum Märtyrerfriedhof El Hani riefen die Demonstranten in Sprechchören: „Das Volk will Muammar, den Führer“. Der libysche Diktator selbst blieb den Veranstaltungen fern.

#### 3. Mai
Um die politische Zukunft des nordafrikanischen Landes klären, kündigte Frankreich eine Libyen-Konferenz an. Der französische Präsident Nicolas Sarkozy sagte: „in den kommenden Wochen“ wolle man die Initiative ergreifen und „eine große Konferenz der Freunde Libyens“ organisieren. Die NATO will unterdessen den Druck auf das Gaddafi-Regime erhöhen und an ihrer Strategie festhalten. Der türkische Ministerpräsident Erdogan hat unterdessen in einer scharfen Stellungnahme den sofortigen Rücktritt Gaddafis gefordert.

#### 4. Mai
Erstmals wurden französische „Gazelle“- und britische „Apache“-Kampfhubschrauber gegen die Gaddafi-Truppen eingesetzt. Außerdem griffen britische Kampfflugzeuge zwei Munitionsbunker in Zentrallibyen und Ostlibyen an.

#### 5. Mai
Die internationale Libyen-Kontaktgruppe hat sich auf die Einrichtung eines Sonderfonds zur Unterstützung der Rebellen geeinigt. Als Sicherheit für aufzunehmende Kredite sollen die eingefrorenen Vermögen von Libyens Machthaber Muammar al-Gaddafi und dessen Familie genutzt werden. Allein in Deutschland sind bereits libysche Konten im Wert von etwa 6,1 Milliarden Euro eingefroren worden.

#### 6. Mai
Die Entscheidung der Libyen-Kontaktgruppe, die eingefrorenen Gelder der Gaddafi-Familie an die Rebellen zu übergeben, wurde von der libyschen Staatsführung als rechtswidrig kritisiert. Der libysche Vize-Außenminister Chalem Kaim erklärte dazu öffentlich: „Jede Nutzung von eingefrorenen Aktiva ist wie Piraterie auf hoher See […] Das ist ungesetzlich“.

#### 7. Mai
Bei Luftangriffen der Regierungstruppen auf Misrata wurde ein Benzinlager zerstört.

#### 8. Mai
Gaddafi-Milizen sollen unter Verwendung von Sanitätshubschraubern, den Hafen von Misrata vermint haben. Britische NATO-Kampfflugzeuge haben bei ihren Einsätzen in der Nähe der Stadt Sirte libysche Raketenwerfer und Munitionslager zerstört. Mit libyschen Rebellen hat Italien ein Abkommen über die Lieferung von Waffen an die Aufständischen geschlossen.

#### 9. Mai
Der amerikanische Verteidigungsminister Robert Gates beklagte sich öffentlich über die Nicht-Teilnahme einer Mehrheit und wichtiger Bündnisstaaten am Militäreinsatz an der NATO-Mission in Libyen. Er erklärte unter anderem: „Ich habe mehrere Nato-Mitglieder aufgefordert, militärische Fähigkeiten zur Verfügung zu stellen, damit die Lasten gleichgewichtiger verteilt und leichter über längere Zeit ausgehalten werden können“. Auch NATO-Generalsekretär Anders Fogh Rasmussen schloss sich der Kritik an, auch Deutschland wurde diesbezüglich erneut kritisiert.

#### 10. Mai
Die Alliierten haben in der Nacht schwere Luftangriffe in Tripolis gegen libysche Kommandozentralen des Diktators Muammar al-Gaddafi geflogen. Dabei sollen unter anderem ein Militärlager sowie eine Kommandozentrale des Militärgeheimdienstes zerstört worden sein. Die UN-Nothilfekoordinatorin Valerie Amos rief unterdessen zu einer Waffenpause auf, damit Hilfsgüter an die Zivilbevölkerung verteilt werden können.

#### 11. Mai
Die NATO hat in der Nacht zum Dienstag erneut militärische Ziele in der libyschen Hauptstadt Tripolis angegriffen, wo es zu mehreren heftigen Detonationen kam. In der belagerten Hafenstadt Misrata vermeldeten die Rebellen, dass sie den Flughafen im Osten und Westen von Gaddafi-Truppen befreit haben. Gleichzeitig gaben sie auch bekannt, dass die 25 Kilometer westlich von Misrata liegende Stadt Sarik von ihnen eingenommen wurde.
Die EU-Außenbeauftragte Catherine Ashton kündigte vor dem Europaparlament in Straßburg an, dass die Europäische Union in Bengasi ein Verbindungsbüro eröffnen werde.

#### 12. Mai
Der libysche Konsul in Ägypten Faradsch al-Areibi sagte sich von Gaddafi los und will zu den Rebellen übertreten. Deutschland eröffnet sein erstes Verbindungsbüro in der Rebellenhauptstadt Bengasi.

#### 13. Mai
In einer Audio-Botschaft bestritt Libyens Machthaber Muammar el Gaddafi, durch NATO-Luftangriffe selbst verletzt wurden zu sein. In einer veröffentlichten Tonaufnahme erklärte er: „Ich lebe an einem Ort, wo ihr mich nicht erreichen könnt. Ich lebe in den Herzen von Millionen“. Gleichzeitig verurteilte Gaddafi die jüngsten Luftangriffe der NATO als „feige“.

#### 14. Mai
Deutsche Sicherheitsdienste prüfen aktuelle Video- und Audio-Botschaften, mit denen das libysche Regime die Unversehrtheit Gaddafis beweisen will. Nach den letzten NATO-Luftangriffen, bei denen Gaddafi Familienangehörige verloren hatte, wurde er selbst nicht mehr öffentlich gesehen. Ihren Erkenntnissen zufolge soll der libysche Diktator die Macht noch fest im Griff haben.
In Tripolis kam es erneut zu schweren NATO-Luftangriffen, in der Ölstadt Brega sollen durch alliierte Luftstreitkräfte elf muslimische Geistliche im Schlaf getötet worden sein, erklärte Regierungssprecher Mussa Ibrahim. Die NATO behauptete, dass sie ausschließlich militärische Gebäude angegriffen habe und bedauerte es, falls tatsächlich zivile Opfer betroffen seien.

#### 15. Mai
NATO-Kampfflugzeuge haben bei ihren Luftangriffen in Libyen eigenen Angaben zufolge vier Schützenpanzer, zwei Raketenstartvorrichtungen und ein Munitionsdepot des Gaddafi-Regimes zerstört. Den Rebellen im Westen Libyens soll es gelungen sein, den Nafusa-Gebirgszug von Sintan bis Nalut nach längeren Kämpfen unter ihre Kontrolle zu bringen.

#### 16. Mai
NATO-Seestreitkräfte verhinderten am 16. Mai einen erneuten Angriff auf den Schiffsverkehr zum Hafen von Misrata. Von zwei Festrumpfschlauchbooten, die offenbar aus der Gegend um Zlintan kamen, wurde eines zur Umkehr gezwungen, das von der Besatzung aufgegebene zweite, auf dem bei einer Untersuchung eine Sprengladung von etwa einer Tonne festgestellt wurde, durch gezieltes Feuer zur Explosion gebracht.
Gegen den autokratischen libyschen Herrscher Muammar al-Gaddafi und dessen Sohn Saif al-Islam sowie den Direktor des militärischen Geheimdienstes, Abdullah Senussi, hat der Oberstaatsanwalt des Internationalen Strafgerichtshofs, Luis Moreno Ocampo, in Den Haag einen Haftbefehl beantragt. Ihnen werden Verbrechen gegen die Menschlichkeit vorgeworfen. Der stellvertretende Außenminister Libyens, Chalid Kaim, erklärte, man werde einen eventuellen Haftbefehl des Internationalen Strafgerichtshofs ignorieren.

#### 17. Mai
Mehrere Medien berichteten davon, dass der Ölminister Schukri Ghanim nach Tunesien geflohen sei.

#### 18. Mai
In Ottawa haben kanadische Behörden fünf Mitarbeiter der libyschen Botschaft außer Landes verwiesen. Ebenfalls wurde die Arbeit der kanadischen diplomatischen Vertretung Kanadas in Tripolis eingestellt.
Die in Libyen festgehaltenen westlichen Journalisten Clare Gillis, James Foley, Manu Brabo und Nigel Chandler wurden nach internationalem Druck auf das Gaddafi-Regime wieder freigelassen.

#### 19. Mai
Die Nachrichtenagentur Reuters berichtete aus tunesischen Sicherheitskreisen, dass Gaddafis Ehefrau Safia und seine Tochter Ayesha sich vor wenigen Tagen ins Nachbarland abgesetzt haben. Der libysche Regierungssprecher Chaled Kaim dementierte dies.

#### 20. Mai
Bei Luftangriffen der NATO sind laut Angaben des Bündnisses acht Kriegsschiffe der libyschen Marine getroffen worden. Von libyscher Seite wurden 6 Treffer bestätigt. Die Angriffe in den Häfen von Tripolis, al-Chums und Sirte sollen auf Grund des Einsatzes der Schiffe als Minenleger erfolgt sein.
Nach Angaben eines Vertreters des Kommandos der internationalen Operation in Libyen haben die Truppen des libyschen Machthabers Muammar al-Gaddafi keine ausreichenden Kräfte mehr, um noch einen entscheidenden Schlag gegen die Rebellen durchzuführen. Die Bewegungsfreiheit der regierungstreuen Streitkräfte ist außerdem durch den NATO-Einsatz zur Unterdrückung feindlicher Luftabwehr stark eingeschränkt. Des Weiteren wurden ihre Kommandozentralen zum großen Teil zerstört.

#### 21. Mai
NATO-Kampfflugzeuge flogen weitere Kampfeinsätze gegen militärische Einrichtungen des Machthabers Gaddafi in Tripolis und versenkten libysche Schiffe im Hafen der Hauptstadt.
Das US-Verteidigungsministerium teilte mit, dass die Vereinigten Staaten an die libyschen Rebellen Lebensmittel, Zelte, Schutzwesten 120.000 Fertiggerichte und viele andere wichtige Güter geliefert hätten. Des Weiteren sollen die Aufständischen Uniformen, Sandsäcke und Baumaterial zur Errichtung von Barrikaden erhalten. Waffenlieferungen seien dabei aber nicht vorgesehen. Die italienische Bank Unicredit und der italienische Öl- und Gaskonzern ENI will sich mit dem libyschen Oppositionsvertretern treffen, um eine Wiederaufnahme von Ölexporten nach Italien zu ermöglichen.

#### 22. Mai
Bei einem Besuch der EU-Außenbeauftragten Catherine Ashton in Bengasi, sagte sie der libyschen Opposition die Unterstützung der Europäischen Union zu. Des Weiteren sprach sie mit Vertretern der Übergangsregierung über Fragen der medizinischen Versorgung, des sicherheitstechnischen Personals und der Grenzsicherung.

#### 23./24. Mai
Nach Angaben aus französischen Diplomatenkreisen erwägt Frankreich den Einsatz von Kampfhubschraubern in Libyen. Wie die Zeitung Le Figaro berichtete, sei bereits am 17. Mai der Hubschrauberträger Tonnerre aus Toulon mit Kurs auf die libysche Küste ausgelaufen. An Bord befände sich eine Einheit der Aviation légère de l’armée de Terre (französische Heeresflieger) mit zwölf Kampfhubschraubern, wobei es sich um Modelle der Typen Eurocopter Tiger und Aérospatiale Gazelle handeln soll. Die Information über den geplanten Einsatz wurde von Außenminister Alain Juppé auf einer Pressekonferenz am Rande eines EU-Außenministertreffens in Brüssel bestätigt. Der britische Staatsminister für die Streitkräfte Nick Harvey erklärte hingegen am 24. Mai vor dem Parlament, entgegen anderslautenden französischen Erklärungen sei eine Entscheidung der britischen Regierung über den Einsatz von Kampfhubschraubern noch nicht gefallen. Zuvor war unter anderem vom britischen Guardian berichtet worden, Großbritannien bereite die Verlegung von Apache-Kampfhubschraubern auf den Hubschrauberträger Ocean vor, der seit April vor der libyschen Küste kreuzt. Gleichzeitig haben die alliierten NATO-Streitkräfte intensive Angriffe in Libyen gegen Einrichtungen des Machthabers Ghadhafi in der Hauptstadt Tripolis geflogen. Es handelt sich nach Angaben von westlichen Korrespondenten um die heftigsten Bombardements seit Beginn der Militäroperation. Innerhalb einer halben Stunde wurden über 20 Luftangriffe und zahlreiche Explosionen gezählt. Dabei sollen mindestens 3 Menschen getötet worden sein. Die von libyscher Seite angegebenen Opfer sollen Zivilisten gewesen sein, die in der Nähe einer Kaserne der Volksgarde gelebt hätten.
Nach französischen Berichten hat der Übergangsrat teilweise Probleme bei der Kontrolle der Gebiete im Nordosten des Landes. In Benghazi findet am 23. Mai eine Demonstration gegen den Übergangsrat statt, aus Darna werden Schießereien mit lokalen Stämmen gemeldet.

#### 25. Mai
Frankreich und Großbritannien entsenden Kampfhubschrauber nach Libyen, um wirkungsvollere Luftangriffe durchführen zu können.

#### 26. Mai
Gaddafis ersucht schriftlich die Unterstützung von verschiedenen ausländischen Regierungen für einen Waffenstillstand in Libyen zu bekommen. Als Antwort forderte der französische Präsident Nicolas Sarkozy, Libyens Machthaber Muammar Gaddafi erneut zum Rücktritt auf, mit den Worten: ihm stehen alle Möglichkeiten offen. Der libysche EU-Botschafter Hadeiba Hadi hat sich vom Gaddafi-Regime losgesagt und ist zusammen mit seinen Mitarbeitern übergelaufen.

#### 27. Mai
Nach einem Bericht der BBC hat die britische Regierung dem Einsatz von Apache-Kampfhubschraubern in Libyen „im Prinzip“ zugestimmt. Über den tatsächlichen Einsatz müssten nun die militärischen Kommandeure vor Ort entscheiden.
Auf dem zweitägigen G8-Gipfel in Deauville 2011, der am 27. Mai endete, bekräftigten die Regierungschefs der teilnehmenden NATO-Länder ihre Entschlossenheit, den militärischen Druck auf Gaddafi aufrechtzuerhalten. In dem gemeinsamen Abschlusscommuniqué schloss sich erstmals auch Russland der Forderung nach dem Rücktritt Gaddafis an.

#### 28. Mai
Die NATO hat laut verschiedenen Medienberichten erneut Ziele in der libyschen Hauptstadt Tripolis angegriffen, unter anderem wurde dabei versucht mögliche Aufenthaltsorte von Gaddafi, sowie Kommandozentralen der libyschen Führung zu treffen. Auch im Süden Libyen, in der Nähe von Misda, wurden Einsätze geflogen. Russland forderte erstmals inzwischen auch den Rücktritt von Libyens Machthaber Muammar al Gaddafi.

#### 29. Mai
Das britische Verteidigungsministerium kündigte am Wochenende die Bereitstellung von bunkerbrechenden, 2000 Pfund schweren Enhanced-Paveway-III-Bomben für seine in Italien stationierten Tornado-Kampfjets an. Mit diesen sollen in Zukunft die in Bunkeranlagen in und um Tripolis befindlichen Kommando- und Kommunikationseinrichtungen der Gaddafi-Armee bekämpft werden können.

#### 30. Mai
Der südafrikanische Präsident Jacob Zuma ist auf einer Vermittlungsmission in Tripolis eingetroffen. Nach südafrikanischen Angaben sollen Verhandlungen über einen sofortigen Waffenstillstand geführt werden. Berichte, wonach auch über die Hauptforderung der Rebellen, den Rücktritt Gaddafis, verhandelt werden soll, wurden hingegen als „irreführend“ zurückgewiesen.
Währenddessen gaben acht außer Landes gegangene, hochrangige Offiziere der libyschen Armee, darunter fünf Generäle, in Rom eine Pressekonferenz, in der sie ihre Kollegen dazu aufforderten, sich von Gaddafi loszusagen und die Rebellen zu unterstützen.

#### 31. Mai
Gaddafi machte während des Zuma-Besuchs erneut deutlich, dass er das Land nicht verlassen werde. Sein Vorschlag eines von der Afrikanischen Union überwachten Waffenstillstands wurde vom Nationalen Übergangsrat sofort zurückgewiesen. Die NATO-Luftschläge auf Tripolis wurden nach Zumas Abreise wieder aufgenommen.
Währenddessen eröffnete Italiens Außenminister Franco Frattini in Bengasi eine diplomatische Vertretung und bezeichnete den Nationalen Übergangsrat als legitime Vertretung aller Libyer. Er stellte dem Rat finanzielle und materielle Hilfe in Aussicht und forderte Gaddafi erneut zum Rücktritt auf.
Der UN-Untergeneralsekretär für politische Angelegenheiten B. Lynn Pascoe hat den Weltsicherheitsrat über die Situation in Libyen, die humanitäre Lage und den Stand des Verhandlungsprozesses informiert. Demnach versuche der Sonderbotschafter des UN-Generalsekretärs für Libyen, Abdul Ilah al-Chatib, weiterhin, indirekte Verhandlungen zwischen beiden Seiten des Konflikts zu initiieren.

### Juni

#### 1. Juni
Der libysche Ölminister Schukri Ghanim erklärte auf einer Pressekonferenz in der libyschen Botschaft in Rom seine Unterstützung für den „Kampf der libyschen Jugend für einen konstitutionellen Staat, der die Menschenrechte respektiert.“ Er habe wegen der unerträglichen Zustände in Libyen und des fortgesetzten Blutvergießens seinen Posten in der Regierung und bei der National Oil Corporation verlassen. Ob er sich der Opposition anschließen werde, ließ er offen.
Am Abend ereignete sich vor dem Tibesti-Hotel in Bengasi, wo mehrere diplomatische Vertretungen untergebracht sind, eine Bombenexplosion. Die Bombe soll in einem geparkten Auto versteckt gewesen sein. Ein Sprecher des Übergangsrates erklärte, es habe keine Toten oder Verletzten gegeben.
Früher am Tag hatte NATO-Generalsekretär Anders Fogh Rasmussen die Verlängerung der Operation „Unified Protector“ um 90 Tage angekündigt. Das bisherige Mandat wäre am 27. Juni ausgelaufen. Ferner wurde ein Treffen der Libyen-Kontaktgruppe in den Vereinigten Arabischen Emiraten am 9. Juni vereinbart. Ein libyscher Regierungssprecher hat währenddessen neue Opferzahlen für die NATO-Luftangriffe bekanntgegeben. Demnach sollen durch die Angriffe bis zum 26. Mai 718 Zivilisten getötet und mehr als 4000 verletzt worden sein.

#### 2. Juni
Ein mit rund 850 Flüchtlingen des libyschen Bürgerkriegs beladenes Schiff ist vor den tunesischen Kerkenna-Inseln gesunken. Die tunesische Küstenwache und Armee konnten rund 580 Menschen von dem sinkenden Schiff retten, weitere 270 galten als vermisst. Nach Angaben des UNHCR vom 3. Juni wurden bis dahin 150 Leichen geborgen.
Die Aufständischen meldeten währenddessen Gebietsgewinne in der Region des Dschabal Nafusa. Teilweise sei die Elektrizitätsversorgung wiederhergestellt worden. Zudem habe man in größerem Umfang militärische Ausrüstung, darunter auch Panzer, erbeutet.

#### 3. Juni
Das US-Repräsentantenhaus hat in einer Resolution eine Erklärung von Präsident Barack Obama über seine Strategie in Libyen binnen 14 Tagen gefordert, nachdem bisher keine Befragung des Kongresses über den US-Einsatz gegen Libyen erfolgt ist. Eine zweite Resolution, die eine sofortige Einstellung der Beteiligung der USA an der Libyen-Mission forderte, ist dagegen gescheitert.

#### 4. Juni
NATO-Kampfhubschrauber haben in der Nacht zum 4. Juni erstmals in die Kämpfe in Libyen eingegriffen. Britische Apache-Helikopter griffen zwei Ziele in der Nähe von Brega an, während französische Hubschrauber an nicht genannten Orten mehrere Militärfahrzeuge und Kommandozentren zerstörten. Der britische Außenminister William Hague und sein Kollege Andrew Mitchell, zuständig für internationale Entwicklung, sind in Bengasi eingetroffen, wo sie Gespräche mit dem Chef des Nationalen Übergangsrates Mustafa Abd al-Dschalil führen wollen.

#### 5. Juni
Jeden Tag sollen hunderte libysche Soldaten desertieren. Auch hochrangige Offiziere und Generäle laufen des Öfteren zu den Rebellen über. Die Armee des Gaddafi-Regimes sei kurz vor dem Zusammenbruch. Laut der britischen Sonntagszeitung „Sunday Times“ erklärten zwei nach Italien geflohene hochrangige Generäle, dass Gaddafis Truppen inzwischen auf ein Fünftel ihrer bisherigen Stärke geschrumpft seien. Des Weiteren dauere es nur noch ein paar Wochen, bis die libysche Armee am Ende sei. „Jeder, der jetzt eine Möglichkeit dazu hat, setzt sich ab“, sagte General Melud Massoud Halassa. Einigen Offizieren wurde auch von ausländischen Geheimdiensten bei der Flucht aus Libyen geholfen.

#### 6. Juni
NATO-Flugzeuge haben am Morgen das Hauptquartier des libyschen Militärgeheimdienstes in Tripolis angegriffen. Nach Angaben des libyschen Informationsministeriums wurden dabei auch Räume des libyschen Staatsfernsehens getroffen. Dies wurde von einem NATO-Sprecher dementiert.

#### 7. Juni
Der Sondergesandte des russischen Präsidenten für Libyen, Michail Margelow, hat in Bengasi Gespräche mit Vertretern des Nationalen Übergangsrates aufgenommen. Auf einer Pressekonferenz sagte er, Russland strebe eine Mittlerrolle zur „Etablierung eines internen libyschen politischen Dialogs“ an.
Die NATO-Luftstreitkräfte intensivierten am 7. Juni ihre Tagangriffe auf Ziele in Tripolis mit mehreren Wellen von Angriffen, die unter anderem Einrichtungen der Volks- und Revolutionsgarden galten. Das Staatsfernsehen strahlte eine Audiobotschaft Gaddafis aus, in der er seine Anhänger dazu aufrief, sich als menschliche Schutzschilde an gefährdeten Orten zu postieren. Der libysche Diktator Muammar el Gaddafi erklärte weiterhin „Trotz der Bombardierungen, werden wir uns niemals unterwerfen“.
Gaddafis Tochter Ayesha hat währenddessen bei der Brüsseler Staatsanwaltschaft eine Anzeige wegen Kriegsverbrechen gegen die Verantwortlichen für den Luftangriff vom 30. April eingereicht, bei dem der jüngste Sohn Gaddafis Saif al-Arab und drei seiner Enkel getötet worden waren.
Der Vorsitzende des Vermittlungsteams der Afrikanischen Union für den Libyenkonflikt und Präsident Mauretaniens, Mohamed Ould Abdel Aziz, äußerte in einem Interview mit AFP die Überzeugung, dass Muammar al-Gaddafi das Land nicht länger führen könne und sein Rücktritt unumgänglich geworden sei, um weiteren Schaden für das Land abzuwenden.

#### 8. Juni
Der Chefankläger des Internationalen Strafgerichtshofs hat den Verdacht bestätigt, dass Soldaten des libyschen Diktators Gaddafi die Zivilbevölkerung drangsalieren mit massenhaften Vergewaltigungen von Frauen in umkämpften Gebieten. Es sollen vom Regime dafür extra Potenzmittel verteilt worden sein. Die NATO setzte unterdessen verstärkt ihre Angriffe auf militärische Ziele in Tripolis fort.

#### 9. Juni
Der Krieg in Libyen wird immer teurer, weit mehr als geplant. Alleine der Anteil der US-Mission kostete bis 60 Millionen Dollar pro Monat. Die USA fordern von anderen Ländern eine höhere Beteiligung, auch von Deutschland. Verteidigungsminister de Maizière schließt auch einen deutschen Einsatz nach dem Sturz des libyschen Diktators nicht mehr komplett aus.

#### 10. Juni
Die Türkei hat Gaddafi ihre Hilfe und Garantien angeboten, wenn er sich entscheide ins Exil zu gehen, erklärte Regierungschef Erdogan. Der libysche Diktator Muammar al-Gaddafi habe bisher noch nicht darauf geantwortet. Die NATO erhöhte unterdessen ihren militärischen und politischen Druck auf Libyen.
Nach Angaben der Rebellenvertreter wurden durch einen Angriff regimetreuer Einheiten auf das eingeschlossene Gebiet von Misrata 20 Menschen getötet und mehr als 80 verletzt. Bei den Toten sollen außer Rebellen auch zahlreiche Zivilisten sein. Das Gebiet um die Hafenstadt Misrata ist seit Monaten umkämpft. Die von Aufständischen gehaltene Stadt wird von Gaddafis Truppen belagert.

#### 11. Juni
Gaddafi hat sich in einen Brief an den US-amerikanischen Kongress für Verhandlungen ausgesprochen. Er schrieb unter anderem „Lasst uns die Zerstörung beenden und Verhandlungen aufnehmen“. Libyen dürfe „nicht wieder von Europäern kolonisiert werden“. Der Sprecher des Repräsentantenhauses der Vereinigten Staaten John Boehner erklärte, „dass dies nur ein weiterer Beweis ist, das Gaddafi gehen muss“.

#### 12. Juni
Deutschland wäre grundsätzlich bereit, zum gegebenen Zeitpunkt sich an einer möglichen Libyen-Friedenstruppe zu beteiligen. Das Auswärtige Amt der Bundesrepublik Deutschland und das Verteidigungsministerium erklärten aber dazu, dass zurzeit diese Frage sich nicht Stelle und am laufenden Kriegseinsatz in Libyen man sich weiterhin nicht beteiligen möchte.

#### 13. Juni
Die deutsche Bundesregierung hat den von den libyschen Aufständischen begründeten Nationalen Übergangsrat als „die legitime Vertretung des libyschen Volkes“ anerkannt. In der Zukunft beabsichtige Deutschland eine Beteiligung am Wiederaufbau und will sich außerdem am Aufbau der politischen Institutionen und der Polizei beteiligen, erklärte Außenminister Guido Westerwelle bei einem Besuch in Bengasi.

#### 14. Juni
Der südafrikanischen Präsidenten Jacob Zuma erklärte: „Wir treten gegen eine falsche Auslegung der guten Vorsätze der Resolution 1973 auf. Wir sind der Auffassung, dass die Resolution zu dem Zweck verletzt wurde, das Regime (von Gaddafi) zu stürzen, Politiker zu töten sowie (das libysche Territorium) durch ausländische Streitkräfte zu besetzten [sic]“. Nach seiner Meinung, verwenden die Alliierten die UN-Resolution 1973 nur als Tarnung, um ihre eigenen Ziele zu verfolgen. Die NATO-Alliierten verletzten außerdem bei ihrer Libyen-Mission, die UN-Resolution für den Libyen-Einsatz, die eigentlich nur für den Schutz der libyschen Bevölkerung gegen das Gaddafi-Regime gedacht war.

#### 15. Juni
Nach längerem Stillstand und Stellungskrieg konnten die libyschen Rebellen erstmals wieder größere Geländegewinne verzeichnen. So konnten sie im Westen des Landes die Truppen des libyschen Diktators zurückdrängen und in Richtung Tripolis vorstoßen. Laut der britischen Agentur Reuter hat die NATO mehrere Einsätze gegen die libysche Hauptstadt geflogen, wo es zu mehreren Explosionen gekommen sein soll.

#### 16. Juni
Einige US-Kongressabgeordnete haben Präsident Obama verklagt und wollen ihm die entsprechenden Geldmittel für den Einsatz versagen. Er soll sich den libyschen Einsatz in Libyen nicht entsprechend vom Parlament absegnen lassen. Dagegen erklärte das Weiße Haus, dass der amerikanische Einsatz rechtlich gesehen in Ordnung ist.

#### 17. Juni
Nach Angaben des russischen Libyen-Gesandten Michail Margelow habe es auch in Deutschland direkte Gespräche zwischen den Rebellen und Vertretern des Gaddafi-Regimes gegeben. Weiterhin sollen außer in Berlin, in Oslo, Paris und vielen weiteren Städten solche Treffen stattgefunden haben. Der libysche Rebellenvertreter Mahmud Dschibril bestritt diese Angaben, auch der italienische Außenminister Franco Frattini äußerte seine Zweifel.
In Tripolis soll es wieder zu schweren Angriffen gekommen sein. In der Rebellen-Hafenstadt Misrata kam es zu Raketenangriffen durch regimetreue Einheiten, bei denen eigenen Angaben zufolge, mindestens zehn Zivilisten getötet und 40 weitere verletzt wurden.

#### 18. Juni
Im Westen Libyens kam in der Grenzstadt Nalut und an der an Grenze zu Tunesien zu schweren Gefechten, dabei soll auch auf tunesisches Territorium geschossen worden sein.

#### 19. Juni
Die libysche Regierung beschuldigte die NATO, ein Wohngebiet in der Hauptstadt Libyens angegriffen und dabei mindestens vier Zivilisten, darunter zwei Kinder getötet zu haben. Weiterhin erklärte der stellvertretende libysche Außenminister Chaled Kaim, dass dies ein „vorsätzlicher Angriff auf zivile Gebäude“ gewesen sei. Die Alliierten dementierten umgehend den Vorwurf und bezeichneten ihn als Propaganda des Gaddafi-Regimes.

#### 20. Juni
NATO-Kampfflugzeuge sollen nach Angaben des Gaddafi-Regimes bei ihren Angriffen das Anwesen eines Gaddafi-Vertrauten bombardiert haben und dabei über 13 Zivilisten getötet haben. Die Alliierten wiesen die Vorwürfe als Unterstellung umgehend zurück.

#### 21. Juni
Die NATO hat bei ihrem Einsatz in Libyen erstmals eine Aufklärungsdrohne verloren. Die libysche Regierung behauptete diesen abgeschossen zu haben, sowie außerdem zusätzlich noch einen Apache-Hubschrauber der Alliierten. Die NATO bestritt diese Aussagen. Die Führung der Aufständischen konnte inzwischen politisch Boden gutmachen. Der Vorsitzende der Rebellenregierung in Bengasi, Mahmud Dschibril wurde in Peking empfangen. China will dabei seine wirtschaftliche Interessen im erdölreichen Libyen sichern. Dabei kritisiert China auch die NATO-Luftangriffe gegen die Einheiten des libyschen Machthabers Muammar al-Gaddafi.

#### 22. Juni
Die Volksrepublik China äußerte sich im Anschluss von Gesprächen mit dem libyschen Übergangsrat, dass die Beziehungen zu den Rebellen in Libyen ausgebaut werden. Der chinesische Außenminister Yang Jiechi erklärte in Peking vor einer Pressekonferenz mit dem libyschen Oppositionsführer Mahmud Dschibril weiterhin: „Der Nationale Übergangsrat der Aufständischen repräsentiere mehr und mehr Libyer und werde zu einer wichtigen neuen politischen Kraft in Libyen. Die Konfliktparteien sollten aber ihre Kämpfe beenden und verhandeln“.

#### 23. Juni
Die NATO-geführten Luftangriffe in Libyen haben den britischen Steuerzahler bisher ca. 260 Millionen Pfund (290 Millionen Euro) gekostet. Der britische Verteidigungsminister Liam Fox erklärte am Donnerstag, Die Kosten pro Monat um die 40 Millionen Pfund (45 Millionen Euro) gab der britische Verteidigungsminister Liam Fox bekannt. Bei einem weiteren ähnlichen Verlauf der Operation müsste der britische Steuerzahler für weitere 140 Millionen Pfund (157 Millionen Euro) aufkommen, um die Streitkräfte, Raketen, Munition und anderes Waffenmaterial zu finanzieren.

#### 24. Juni
Laut einem Sprecher des libyschen Übergangsrates in Bengasi soll es indirekte Kontakte zu dem Regime von Muammar al-Gaddafi geben. Die Gespräche würden aber nie direkt, sondern nur über Vermittler geführt; sie finden unter anderem in Südafrika und Paris statt, wohin der Diktator erst vor kurzem einen Emissär schickte. Die Gespräche sollen bisher nur mäßig erfolgreich verlaufen sein und hängen laut den Rebellenvertretern von Gaddafis „Humor“ ab. In Libyen setzen die Auflösungserscheinungen allgemein fort und so setzte sich wieder eine Gruppe von Soldaten und Polizisten ab, so sollen beispielsweise 19 Sicherheitskräfte auf dem Seeweg nach Tunesien geflohen sein.

#### 25. Juni
Libysche Profifußballer und -Trainer, davon insgesamt 17 bekannte Spieler, angeführt von Nationaltorwart Juma Gtat und Coach Abdel Ben Issa von Al-Ahly Tripolis haben dem Diktator Muammar Gaddafi jetzt offiziell die Gefolgschaft gekündigt und sich den Rebellen in Bengasi angeschlossen. Sie hatten sich bereits zum großen Teil schon im Mai abgesetzt.

#### 26. Juni
Nach 100 Tagen zeigt Machthaber Gaddafi noch immer keinen Willen abzutreten, was zur Kritik an dem Militäreinsatz führte. In dem Zusammenhang beklagte US-Verteidigungsminister Robert Gates in Brüssel erneut, dass wieder die Vereinigten Staaten die Hauptlast des Krieges trügen. Die anderen NATO-Verbündeten würden ihren Verpflichtungen immer noch nicht genügend nachkommen.

#### 27. Juni
Der Internationale Strafgerichtshof in Den Haag hat einen Haftbefehl gegen den libyschen Diktator und mutmaßlichen Kriegsverbrecher Muammar al-Gaddafi, seinen Sohn Saif al-Islam al-Gaddafi und seinen Schwager Abdullah Senussi wegen des Vorwurfs von Verbrechen gegen die Menschlichkeit. erlassen. Mittlerweile sollen die Rebellen, mithilfe der Unterstützung der NATO bis 80 km nahe an Tripolis herangerückt sein.

#### 28. Juni
Die Bundeswehr sollte mit Waffen aushelfen, weil der Organisation beim Internationalen Kampfeinsatz in Libyen diese langsam ausgingen. Der Bundesverteidigungsminister Thomas de Maizière stimmte einer entsprechenden Anfrage der „Nato Maintenance and Supply Agency“ (Namsa) über Waffenlieferungen zu. Die Bundeswehr soll den Alliierten Bomben-Bauteile sowie auch andere Geschosse liefern.
Auch Kroatien und Bulgarien haben jetzt den Nationalen Übergangsrat in Bengasi, als einzige legitime Vertretung Libyen anerkannt.
Die Rebellen haben einen libyschen Militärstützpunkt in El Ga'a, 25 Meilen (40 km) südlich von Sintan erobert und dabei größere Bestände an Waffen und Munition erbeutet.

#### 29. Juni
Nach Katar, hat Frankreich als erstes westliches Land eingeräumt, dass es die Rebellen in Libyen mit Waffen und Munition versorgt. Das entsprechende Kriegsmaterial, zu dem auch Maschinengewehre, Sturmgewehre, Raketenwerfer und Panzerabwehrrohre gehören, wurden seit Ende Juni mittels Spezialfallschirmen in einer Bergregion südwestlich von Tripolis abgeworfen.
Die NATO hat ein entsprechendes Angebot abgelehnt, aus der Bundesrepublik Deutschland Munition und Bombenbauteile für den Libyenkrieg zu beziehen.

#### 30. Juni
Der russische Außenminister Sergei Lawrow verlangte eine Erklärung von Frankreich und erklärte: „dass die französische Bewaffnung der Rebellen in Libyen eine grobe Verletzung der UN Resolutionen des Sicherheitsrats ist“. Auch die Volksrepublik China protestierte wegen des Verstoßes gegen das UN-Waffenembargo in Libyen durch Frankreich.
In einer Erklärung hat der britische Außenminister William Hague den Rebellen zugesagt, dass das Vereinigte Königreich größere Mengen an Polizeiuniformen und Kommunikations-Ausrüstungen, darunter 5000 kugelsichere Westen, 6650 Uniformen, 5000 Warnwesten für Sicherheitskräfte und Polizeieinheiten der libyschen Opposition nach Bengasi liefern will.
Außenminister Guido Westerwelle hat in Berlin den Vorsitzenden des Übergangsrat Mahmud Dschibril empfangen. Es wurde über humanitäre Hilfe für Libyen gesprochen. Deutschland soll Kriegsversehrten, Kriegsopfern, psychisch belasteten Kindern helfen und Minenräumgeräte liefern. Die bayrische Justizministerin Beate Merk (CSU) und der Landespolizeipräsident Waldemar Kindler wiesen entsprechende Vorwürfe zurück, wonach es mit dem skandalträchtigen Sohn Gaddafis Saif al-Arab, der für längere Zeit in Deutschland lebte, einen besonders milden Umgang mit der Münchner Polizei und Justiz gegeben hätte.
Die Tschechische Republik hat den Nationalen Übergangsrat in Bengasi als einzige legitime Vertretung des libyschen Volkes anerkannt und will medizinische Ausrüstungen für Krankenhäuser in Ostlibyen liefern.

### Juli

#### 1. Juli
Die libyschen Rebellen sollen die Stadt Bir al-Ghanam eingenommen haben und stehen jetzt etwa 50 Meilen (80 km) vor Tripolis.
Gaddafi droht mit Anschlägen in Europa, wenn die Luftangriffe nicht eingestellt werden. Wenn die Angriffe nicht aufhören „können wir beschließen, euch ähnlich zu behandeln“ erklärte er in einer Audiobotschaft vor tausenden Anhängern in Tripolis. „Wenn wir es beschließen, können wir ihn [den Kampf] auch nach Europa bringen.“

#### 2. Juli
Die sudanesische Armee hat die libyschen Stadt Kufra und einige Gebiete und Ölfelder südlich davon besetzt, sie seien dabei nicht auf Widerstand von Gaddafi-Einheiten getroffen.
Die Afrikanische Union forderte Gaddafi auf, den Konflikt zu beenden und sich aus Libyen zurückzuziehen.
Wieder ein schwerer Beschuss auf die belagerte Hafenstadt Misrata und die umkämpfte Stadt Dafniya, durch Gaddafi-Streitkräfte, wo unter anderem 11 Rebellen verletzt wurden.

#### 3. Juli
Die NATO zerstörte im westlichen Libyen, das zum größten Teil noch von Gaddafi-Einheiten gehalten wurde, zahlreiche militärische Ziele. Gleichzeitig intensivierte sie ihre Kampfeinsätze gegen den libyschen Machthaber, um die Rebellen in ihren Stellungen und auf ihrem Vormarsch zu unterstützen.
Die Türkei erkennt die Übergangsregierung in Libyen, als einzige legitime Vertretung des libyschen Volkes diplomatisch an und eröffnete ein Büro in Bengasi.

#### 4. Juli
Das libysche Regime verkündete öffentlich, dass sie für die Lösung des Konfliktes bzw. für einen Waffenstillstand mit Rebellen in „Geheimverhandlungen“ stehe.

#### 5. Juli
Die libysche Regierung behauptete, dass sie zwei Schiffe mit Waffenlieferungen aus dem Katar abgefangen haben.

#### 6. Juli
Bei NATO-Luftangriffen östlich der Stadt Brega, wurden Gaddafi-Truppen bombardiert und zum Rückzug gezwungen. Die regierungstreuen Einheiten hatten dort zuvor eine Chemiefabrik zerstört.

#### 7. Juli
Den Rebellen soll es gelungen sein, die Stadt Sleitan östlich von Tripolis zu erobern. Dabei haben sich die Rebellen von Sleitan und aus der Stadt Misrata erstmals getroffen und zusammen gekämpft. Rebellenführer Al-Bani erklärte: „Die Einnahme hat unsere Kampfmoral erheblich gestärkt. Sleitan ist uns besonders wichtig, da dort zwei größere militärische Einheiten von Diktator Muammar al-Gaddafi stationiert sind, sowie Raketen nach Misrata abgefeuert wurden“. Die Aufständischen sind unter hohen eignen Verlusten, im Süden 50 km, sowie im Osten 130 km bis vor Tripolis vorgerückt.

#### 8. Juli
Machthaber Gaddafi drohte dem Westen wegen der NATO-Luftangriffe, dass er Selbstmord-Bomber nach Europa schicken will als Vergeltung. In einer Audiobotschaft erklärte er unter anderem. „Hunderte Libyer werden in Europa Selbstmordanschläge verüben“.

#### 9. Juli
Die NATO flog mehrere Einsätze in den westlichen Bergen Libyens rund 3 km von Al-Qawalish (oder Qwalish) entfernt gegen Gaddafi Kräfte. NATO-Generalsekretär Anders Fogh Rasmussen erklärte weiterhin: „Der Einsatz in Libyen zeigt Erfolge, aber es würden jetzt auch politische Fortschritte benötigt werden, weil es nie allein nur eine militärische Lösung für so einen Konflikt gibt.“
Polen nahm diplomatischen Beziehungen mit der libyschen Opposition auf und akkreditierte einen Botschafter in Bengasi.
Während eines Angriffes von Gaddafi-Truppen auf Misrata wurden mindestens fünf libysche Rebellen getötet und 17 verwundet.
Die Organisation Human Rights Watch beschuldigte in einen Bericht die Gaddafi-Regierung, dass sie „mindestens drei Minenfelder in der Nähe Al-Qawalish mit Anti-Personen- und Landminen in verschiedenen Zivilbereichen angelegt habe und auch auf öffentlichen Verkehrswegen und Gebäuden entsprechende Minen verlegt wurde“. HRW zitierte dabei auch die Rebellen, dass bei Aufräumarbeiten etwa 240 brasilianische T-AB-1-Anti-Personenminen und 46 chinesische Type-72SP-Minen bis jetzt entschärft wurden.

#### 10. Juli
Vier Boote mit 1401 Migranten aus Libyen landeten auf der italienischen Insel Lampedusa. Die ANSA Presse-Agentur berichtete weiterhin, dass der italienische Ministerpräsident Silvio Berlusconi deswegen seinen geplanten Besuch auf der Insel verschoben hat. Ägypten führte striktere Kontrollen an den Grenzen zu Libyen ein und will dabei den Zustrom von libyschen Flüchtlingen und Migranten einschränken.
„Die petrochemischen Anlagen in Brega wurden allein von Regierungstruppen zerstört“, erklärte Rebellenführer Ahmed Bani und widerlegte dabei frühere Vorwürfe seitens Gaddafi, dass die Rebellen an der Zerstörung der Anlage beteiligt gewesen seien.
Bei Kampfhandlungen um Stadt Zliten wurden vier Rebellen getötet und 22 weitere verwundet. Zu weiteren Verlusten mit einem Toten und 32 Verletzten kam es auch durch Landminen in der Nähe von Suq al-Thulatha, die Gaddafi-Truppen bei ihrem Rückzug verlegt hatten.
Die Gaddafi-Kräfte starteten einen Gegenangriff mit Raketen auf die Ortschaft Al-Qawalish, den die Rebellen mit Feuer entsprechend abwehrten. NATO-Kampfflugzeuge flogen mehrere Einsätze gegen Stellungen von Gaddafi-Truppen in der Nähe von Al-Asabiah, Misrata, Tripolis und Zliten, dabei wurde auch schweres Kriegsgerät, wie beispielsweise Panzer, Geschütze, Raketenwerfer und Militärfahrzeuge zerstört.

#### 11. Juli
Die libysche Regierung stehe zurzeit mit verschiedenen ausländischen Regierungen in Verhandlung, um den Libyenkrieg zu beenden. Zurzeit schicke sie ihre Botschafter bzw. Emissäre unter anderem in die Türkei, New York, Paris und Russland. Auch Gaddafis Sohn Saif al-Islam kündete Verhandlungen mit Frankreich an. Der libysche Regierungschef Al-Baghdadi Ali al-Mahmudi erklärte sich ebenfalls zu Verhandlungen bereit und fügte hinzu, dass man die Verhandlungen auch ohne Machthaber Muammar al-Gaddafi führen könnte, allerdings nur unter der Voraussetzung der Einstellung der NATO-Luftangriffe.
Russische Gesandte haben sich ebenfalls mit der libyschen Regierung getroffen. Der US-Präsident Barack Obama erklärte dazu: „Die russische Vermittlungsbemühungen in Libyen können wir nur unter der Bedingung unterstützen, dass sie dort zu einem demokratischen Wandel und dem Abgang von Machthaber Muammar al Gaddafi führen“.

#### 12. Juli
In Ostlibyen und Bengasi wird das Wasser knapp. Die Wasserversorgung sei kurz vor dem Zusammenbruch, im Sarir-Kraftwerk (100 km südlich von Bengasi) funktioniere von 6 Wasserturbinen nur noch eine halbwegs. Der Landwirtschaftsminister Abdel Maguid al Gaud des Nationalen Übergangsrat in Bengasi forderte einen Waffenstillstand, um die Turbinen instand zusetzen. Weiterhin erklärte er, dass die UN das Importverbot für Ersatzteile des Kraftwerks aufheben soll, um es zu reparieren, sowie eine humanitäre Katastrophe im Rebellengebiet zu vermeiden.
Über den Kontakt eines Emissäres Gaddafis in Paris, erklärte sich der libysche Machthaber bereit das Land zu verlassen, um Frieden in Libyen wiederherzustellen.

#### 13. Juli
Menschenrechtler haben schwere Vorwürfe gegen libysche Rebellen erhoben. Die Menschenrechtsorganisation Human Rights Watch (HRW) hat den Streitkräften der Rebellen vorgeworfen, dass sie im Westen Libyens bei Kampfhandlungen in verschiedenen Ortschaften Häuser von mutmaßlichen Anhängern des libyschen Diktators Muammar al-Gaddafi geplündert und gebrandschatzt haben sollen. Weiterhin wurde berichtet, dass auch Unternehmen, Geschäfte und medizinischen Einrichtungen von den Oppositionellen geplündert wurden. Human Rights Watch rief die Oppositionsregierung auf, die Menschenrechte einzuhalten, Zivilisten und Privateigentum zu schützen, sowie entsprechende Verstöße auch in den eigenen Reihen zu ahnden. Der Nationale Übergangsrat in Bengasi wies die Vorwürfe zurück und erklärte, falls sich so etwas zugetragen habe, dann nicht in ihrem Namen und wenn sich die Verdachtsmomente bestätigen, werde man selbstverständlich alle Beteiligten bestrafen.
Die libyschen Rebellen haben einige weitere Gebirgsorte in Westlibyen unter ihre Kontrolle gebracht. Dabei wurde auch eine für das Gaddafii-Regime wichtige Erdöltrasse von seinen Streitkräften abgeschnitten. Südlich von Tripolis ist es den Gaddafi-Streitkräften gelungen, eine Gegenoffensive auf die Städte in der Region Al-Dschabal al-Gharbi zu starten und dabei die Ortschaft Al-Qawalish (südlich von Tripolis) wieder zurückzuerobern. Am späten Abend konnten die Aufständischen die regierungstreuen Einheiten wieder aus Al-Qawalish vertreiben und bis nach Asabah (etwa 80 km vor Tripolis) zurückdrängen. Während der Kämpfe sind mindestens 2 Rebellen gefallen und 17 verwundet worden.

#### 14. Juli
Der russische Sondergesandte Michail Margelow berichtete nach einem Gespräch mit Libyens Ministerpräsident Al-Baghdadi Ali al-Mahmudi, falls die Hauptstadt durch die Rebellen erobert werde, Gaddafi seinen Selbstmord plane und dabei „ganz Tripolis zerstören will“. In einer öffentlichen Audiobotschaft verurteilte Machthaber Gaddafi den französischen Präsidenten Nicolas Sarkozy als Kriegsverbrecher, der vor den Internationalen Gerichtshof gestellt werden müsste. Gleichzeitig rief er seine Bevölkerung zu einem Befreiungsmarsch nach Bengasi auf, um die Stadt so von den Aufständischen zu befreien.
Die oppositionellen Kräfte haben sich bei dem Versuch, in Richtung Brega vorzustoßen, mit leichten und schweren Waffen mehrere heftige Gefechte mit Regierungstruppen geliefert.

#### 15. Juli
Die Rebellen wurden bei dem Eroberungsversuch, die Stadt Brega wieder einzunehmen, von den Gaddafi-Streitkräften zurückgeschlagen und mussten sich bis Adschdabiya zurückziehen. Bei den Kampfhandlungen wurden mindestens ein Rebell getötet und weitere acht verletzt.
Japan und die Vereinigten Staaten, sowie die Libyen-Kontaktgruppe haben bei ihrem Treffen in Istanbul offiziell den Nationalen Übergangsrat als alleinige legitime Vertretung von Libyen anerkannt. Durch die Anerkennung der Vereinigten Staaten wird geschätzt, dass mehr als 30 Milliarden $ eingefrorene Gelder des Gaddafi-Regimes jetzt direkt zur libyschen Opposition umgeleitet werden können.

#### 16. Juli
In einer erneuten Offensive, ist es diesmal den Aufständischen gelungen die Ölhafenstadt Brega einzunehmen. Die Gaddafi-Truppen zogen sich daraufhin nach Bishr (50 km westlich von Brega) zurück. Bei den Kämpfen wurden mindestens 10 Rebellen getötet und 172 verwundet. Im Westen Libyen versuchen die Rebellen die Stadt Bir al-Ghanam zu erobern und in der Ortschaft Bir Ajad (80 km südlich von Tripolis) werden ebenfalls heftige Gefechte vermeldet.
Des Weiteren gab Gaddafi in einer Audiobotschaft bekannt: „Sie fordern mich auf Libyen zu verlassen, das ist lustig. […] Ich werde niemals das Land meiner Vorfahren verlassen und das Volk, das sich für mich opfert, nicht verraten. Ich bin bereit, mich für mein Volk zu opfern.“ Auch erneuerte er seinen Aufruf an die Bevölkerung, auf die Rebellenhochburgen Bengasi und Misrata zu marschieren, um diese von den „Verrätern“ zu befreien.

#### 17. Juli
In der Nacht zum Sonntag wurde die libysche Hauptstadt Tripolis durch NATO-Luftangriffe heftig erschüttert. Kurz nach Mitternacht (Ortszeit) waren mehrere Donnerschläge und Blitze zu hören, sowie auch die libysche Flugabwehr war sporadisch zu vernehmen. Im libyschen Staatsfernsehen und Rundfunk wurden Durchhalteparolen und Drohungen gegen die Alliierten erneuert und des Weiteren erklärt: „Die NATO-Kreuzfahrer-Kräfte haben zivile und militärische Ziele im östlichen Vorort Tadschura getroffen“. In Brega, das die Aufständischen erst eingenommen hatten, wurden im Zentrum der Stadt und dort liegenden Wohngebieten heftige Straßenkämpfe gemeldet, dabei wurde ein Rebell getötet und 15 weitere verletzt.

#### 18. Juli
Um den Ölhafen Brega lieferten sich Rebellen und Gaddafis Truppen am 18. Juni noch Feuergefechte. Die Rebellen kritisierten illegalen Landminen in der Wüste rund um Brega. Der Regierungssprecher Mussa Ibrahim erklärte in den vergangenen fünf Tagen seien über 500 Aufständische getötet worden. Die Rebellen sprechen hingegen von lediglich zwei Dutzend getöteter Aufständischer.

#### 19. Juli
Es wurde bekannt, dass am vergangenen Wochenende (16. und 17. Juli) Gaddafi-Vertreter in Tunesien geheime Gespräche mit den USA aufgenommen haben. Während Libyen dies als ersten Schritt der Annäherung sieht, gibt sich die USA wenig beeindruckt und fordert weiter den Rücktritt des Diktators Gaddafi.

#### 20. Juli
Im Südwesten Libyens in der Nähe der Wüstenstadt Sabha ist eine Front entstanden, nachdem oppositionelle Kämpfer angeblich die Ortschaft Kufra eingenommen haben. Die Rebellen sollen anschließend in Richtung Sabha weiter vorgedrungen sein und des Weiteren bis 1,5 km vor Slitan herangerückt sein.

#### 21. Juli
Bei schweren Kämpfen in der Nähe von Sliten haben die Rebellen General Abdul Nabih Zayed und weitere libysche Offiziere festnehmen können.
Der Premierminister Mahmoud Jibril von der Nationalen Übergangsregierung in Bengasi erklärte, er habe glaubwürdige Informationen, dass Gaddafi-Anhänger die Ölanlagen in Brega zum Explodieren gebracht haben, als sich die libysche Armee aus der Stadt zurückziehen musste. Die Aufständischen müssen weiter die von Gaddafi-Truppen hinterlassenen Minen und Sprengfallen in und um Brega entschärfen.
Die libysche Regierung erklärte, dass die NATO-Luftangriffe wieder gezielt zivile Standorte in Sliten angegriffen hätten. Dabei sollen mehrere zivile Gebäude zerstört und unbeteiligte Zivilisten verwundet worden sein.

#### 22. Juli
Der libysche Machthaber Gaddafi schließt weiterhin offizielle Verhandlungen mit den Rebellen aus. Gleichzeitig erneuerte er in einer Audiobotschaft seine Drohungen gegen die Aufständischen und die NATO. Er rief ebenso die libyschen Stämme auf, die Rebellenhochburg Misrata zu befreien. Von Misrata aus in Richtung Slitan konnten die Rebellen weitere leichte Geländegewinne erzielen. In Tripolis soll es ihnen gelungen sein, ein militärisches Gebäude zu treffen, in dem hochrangige Gaddafi-Funktionäre tagten.
Militärflugzeuge der NATO bombardieren eine Fabrik bei Brega, die Wasserrohre zur Wartung und Reparatur des Great-Man-Made-River-Projektes hergestellt hat. Bei dem Angriff wurden sechs Wachmänner getötet.

#### 23. Juli
In der libyschen Oasenstadt Al-Qatrun (1000 km südlich von Tripolis), ist es den Gaddafi-Truppen gelungen die Rebellen aus der Stadt zu vertreiben und im Umland größere Geländegewinne zu machen.
In Sirte, der Geburtsstadt Gaddafis sowie in der Hauptstadt Tripolis wurden von Anhängern Gaddafis Kundgebungen und Demonstrationen mit mehreren tausend Teilnehmern durchgeführt.

#### 24. Juli
Die NATO bombardierte den Militärkomplex Bab al-Asisija. Die deutsche Bundesregierung gewährt dem Übergangsrat der Rebellen ein Darlehen in Höhe von bis zu hundert Millionen Euro.

#### 28. Juli
Der militärische Anführer der Rebellen Abd al-Fattah Yunis wird unter ungeklärten Umständen auf dem Weg von der Front bei Brega nach Bengasi zusammen mit Oberst Mohamed Chamis und Kommandeur Nasser Madhur erschossen. Verantwortlich für die Tat sollen „Islamisten aus den eigenen Reihen“ sein.

#### 30. Juli
Die NATO bombardiert drei Satellitenanlagen des Fernsehsenders Libyan Jamahiriyah Broadcasting Corporation, der laut NATO-Sprecher „Zivilisten systematisch bedroht und terrorisiert“ hat. Der Angriff, bei dem drei Journalisten getötet wurden, ist von der Generaldirektorin der UNESCO als „unvereinbar mit den Prinzipien der Genfer Konvention“ verurteilt worden.

#### 31. Juli
Am Stadtrand von Bengasi kommen bei einem fünfstündigen Kampf zwischen rivalisierenden Rebellengruppen vier Menschen ums Leben. Später, am 1. August, gaben die Rebellen bekannt, es habe sich nicht um interne Kämpfe, sondern um eine großangelegte Razzia in einem Fabrikgebäude gehandelt. Dabei seien vier Rebellen und fünf Gaddafi-Anhänger getötet worden. Außerdem wurden 63 mutmaßliche Anhänger von Machthaber Muammar al-Gaddafi in Haft genommen.
Rebellen erobern Josh.

### August

#### 1. August
Nach mehrstündigen Kämpfen zogen sich die Rebellen wieder aus der am Vortag eroberten Stadt Josh zurück.

#### 3. August
In der Nähe von Malta wurde der mit Benzin befüllte libysche Öltanker „Cartagena“ von libyschen Rebellen, unterstützt von unbekannten Europäischen Spezialeinheiten, geentert, beschlagnahmt und in das von Rebellen kontrollierte Bengazi gebracht. Diese Operation wurde nicht durch den Nationalen Übergangsrat koordiniert und fand ohne dessen Genehmigung statt. Der Petroleum Economist, ein Informationsdienst der internationalen Ölindustrie, nannte diesen Vorgang einen „Akt der Piraterie.“

#### 8./9. August
In der Nacht vom 8. auf den 9. August hat die NATO Angriffe auf vier Gebäude bei Zlitan geflogen. Während die libysche Regierung behauptet, dass hierbei 85 Zivilisten getötet worden seien, sagte ein NATO-Sprecher, bei den Gebäuden handelte es sich um militärische Einrichtungen Gaddafi-treuer Truppen. Ein BBC-Reporter vor Ort befragte zivile Krankenhauspatienten, die durch den Angriff schwer verletzt wurden; Tote in der dortigen Leichenhalle, darunter auch Kinder, konnten jedoch nicht mit eindeutiger Beweiskraft ursächlich mit diesem Angriff in Verbindung gebracht werden.

#### 12. August
Die libyschen Rebellen brachten nach eigenen Angaben die Küstenstadt Sawija unter ihre Kontrolle, die Stadt Brega wurde jedoch weiterhin von Gaddafi-treuen Truppen gehalten.

#### 13. August
Nach Angaben der Nachrichtenagentur AP kontrollieren Rebellen Vororte und Teile der Innenstadt von Sawija.

#### 14. August
Erstmals in dem Bürgerkrieg haben nach US-Angaben die Regierungstruppen eine Kurzstreckenrakete vom Typ R-17 auf die umkämpfte Stadt Brega abgefeuert, die aber offenbar ihr Ziel verfehlte und in der Wüste einschlug. Abgefeuert wurde die Rakete rund 80 Kilometer östlich von Surt.

#### 15. und 16. August
Am 16. August übernehmen die Rebellen Surman und Garjan und schneiden dadurch die Verbindung von Tripolis mit Sabha ab. Damit stehen sie in einem Halbkreis von 70 km um Tripolis herum. Für Beobachter scheint damit ein Ende des Krieges bedeutend näher gerückt zu sein. Am Vortag sollen Vertreter der libyschen Regierung und der Rebellen Gespräche in Tunesien aufgenommen haben, der Innenminister Nasr Mabruk soll sich am selbigen Tage nach Ägypten abgesetzt haben.

#### 20. August
Nach Angaben der Rebellen haben diese die Hafenstadt Brega zurückerobert. Abd as-Salam Dschallud, von 1972 bis 1977 libyscher Regierungschef, sei zu den Rebellen übergelaufen.

#### 21. August
Am 21. August 2011 gelang den Rebellen der Operation „Meerjungfrau“ ein Vorstoß nach Tripolis. Sie nahmen dabei weite Teile von Tripolis ein. Es wurde berichtet, dass angeblich drei Söhne Gaddafis gefangen genommen wurden. Zwei Tage später wurde Saif al Islam jedoch in Freiheit gesichtet. Der Aufenthaltsort Gaddafis ist unbekannt. Tunesien erkennt den nationalen Übergangsrat als legitime Vertretung des libyschen Volkes an. Laut Angaben der Rebellen sollen bei den Kampfhandlungen mehr als 2000 Menschen getötet worden sein. Misrata wurde von Regierungstruppen mit R-17-Raketen beschossen.
Die NATO gab bekannt, im Großraum Tripolis drei Kommandozentren, eine Militäranlage, zwei Radarstationen, neun Abschussrampen für Boden-Luft-Raketen, einen Panzer und zwei gepanzerte Fahrzeuge zerstört zu haben. Bei Al-'Azīziyah wurden fünf Flugabwehrraketeneinrichtungen zerstört.

#### 23. August
Am Abend des 23. August wurde Gaddafis Residenz in Tripolis von den Rebellen eingenommen.

#### 25. August
Laut Pressemeldungen beteiligen sich auch britische Elitesoldaten der SAS an der Jagd auf Gaddafi.

### September

#### 3. September
Gefundene libysche Geheimdokumente belegen, dass CIA und MI6 mit Gaddafi seit 2002 bezüglich der Informationen über libysche Oppositionelle und Dissidenten kooperierten. Bereits einige Tage zuvor hatte ein Al-Jazeera-Journalist ähnliche Dokumente gefunden, aus denen hervorging, dass mehrere hochrangige US-Politiker noch bis Mitte August 2011 Gaddafi unterstützten.

#### 5. September 2011
Die NATO erklärte durch Generalsekretär Rasmussen, ihren Einsatz möglichst schnell beenden zu wollen. Doch zuerst müssten sich die letzten Gaddafi-Kämpfer ergeben.

#### 11. September
Gaddafis Sohn Al-Saadi Gaddafi wurde in Niger festgenommen, als er in einem Konvoi mit acht weiteren Personen unterwegs war. Es handelt sich um hochrangige Generäle die mit ihm um Asyl baten und nun unter nigrischer „Bewachung“ stehen.

### Oktober

#### 3. Oktober
Sirte, die Heimatstadt Gaddafis, ist weiterhin stark umkämpft. Die Lage hat sich für die Bewohner extrem zugespitzt und viele versuchen, zu flüchten.

#### 5. Oktober
Es wurde festgestellt, dass aus den Waffenarsenalen des gestürzten libyschen Diktators rund 5.000 Flugabwehrraketen des Typs SAM-7 verschwunden sind.

#### 17. Oktober
Als vorletzte Bastion wird von den Rebellentruppen die Stadt Bani Walid eingenommen.

#### 20. Oktober
Der Übergangsrat teilt mit, dass Gaddafi während eines Fluchtversuches in einem Autokonvoi aus seiner Heimatstadt Sirte nach einem Schusswechsel getötet worden sei. Gaddafi sei von Rebellen verletzt und festgenommen worden, allerdings erlag er daraufhin an seinen Verletzungen. Gaddafis Militärchef Abu Bakr Yunis Jabir sei ebenfalls getötet worden. Nach anderen Aussagen wurden Gaddafi und sein Sohn Mutassim Gaddafi liquidiert, kurz nachdem sie sich ergeben hatten.

#### 23. Oktober
Nach Gaddafis Tod soll in Libyen jetzt die Scharia gelten, verkündet Mustafa Abd al-Dschalil für den Übergangsrat. Gesetze, die dem Islam widersprächen, seien unwirksam.

#### 25. Oktober
Nach Angaben des neuen Gesundheitsministeriums sind beim Bürgerkrieg in Libyen mindestens 30.000 Menschen ums Leben gekommen, berichtet Reinhard Mutz. Muammar al-Gaddafis Leichnam wurde nach mehrtägiger öffentlicher Zurschaustellung bestattet. In Sirte kommen 100 Menschen bei der Explosion eines Treibstofflagers um.

#### 31. Oktober
Der Militäreinsatz der NATO in Libyen endet.

### November

#### 20. November 2011
Saif al-Islam und einige Anhänger wurden festgenommen, als sie sich in den Niger absetzen wollten.